# Anne I của Anh
Anne của Đại Anh và Ireland (tiếng Anh: Anne, Queen of Great Britain; 6 tháng 2, năm 1665 – 1 tháng 8, năm 1714), là Nữ vương của Vương quốc Liên hiệp Anh và Ireland, đồng thời như những người tiền nhiệm, bà tự xưng Nữ vương nước Pháp (Queen of France). Ngày 1 tháng 3 năm 1707, sau Đạo luật liên minh, Vương quốc Anh và Scotland từ hai nhà nước độc lập dưới một liên minh cá nhân thống nhất thành một quốc gia duy nhất, vẫn do Anne tiếp tục thống trị với danh hiệu Nữ vương của Vương quốc Liên hiệp Anh cho đến khi bà qua đời vào năm 1714.
Anne là con gái của cố quốc vương James II của Anh với người vợ thứ nhất, Anne Hyde; chào đời vào năm 1665 dưới triều đại của quốc vương Charles II của Anh. Từ nhỏ bà đã được nuôi dạy trong đức tin Kháng Cách, trái với đạo Công giáo mà cha bà theo đuổi. Năm 1683, bà chính thức kết hôn với Vương tử Jørgen của Đan Mạch. Ba năm sau khi kế vị Charles II, James II bị những người Kháng Cách mà đứng đầu là con rể của ông, Willem III xứ Orange lật đổ trong cuộc Cách mạng Vinh quang. Quốc hội cùng đưa anh rể và chị gái của Anne là Wiliam và Mary lên làm Vua và Nữ vương. Trong thời gian đó, tình cảm chị em thân thiết của Mary và Anne dần bị phai nhạt do những bất đồng quan điểm về chính trị. Đến khi Mary II và Willem III lần lượt qua đời mà không có một đứa con chung nào, Anne trở thành người duy nhất trong vương tộc Stuart có khả năng kế vị.
Năm 1702, sau cái chết của Wiliam, Anne chính thức trở thành Nữ vương của Anh, Scotland và Ireland. Trong thời gian cai trị, bà tín nhiệm Đảng Tory, những người ủng hộ tôn giáo của Nữ vương và là phe đối lập của Đảng Whigs. Tuy nhiên thế lực của Đảng Whigs trở nên lớn mạnh hơn trong cuộc Chiến tranh Kế vị Tây Ban Nha, cho đến năm 1710; Anne sa thải nhiều thành viên trong số họ ra khỏi chính phủ. Tình bạn thân thiết của Nữ vương với Sarah Churchill, Công tước phu nhân xứ Marlborough, được biết như là kết quả của sự khác biệt chính trị. Vào năm 1707, Đạo Luật Liên minh được chính phủ Anh và Scotland thông qua, sáp nhập hai nước thành một do Nữ vương Anne cai trị với tư cách Nữ vương của Liên hiệp Anh.
Anne bị dày vò bởi bệnh tật trong suốt cuộc đời. Từ tuổi ba mươi trở đi, bà càng trở nên béo phì và tướng đi khập khiễng. Dù từng mang thai 17 lần với phu quân là Vương tử Jørgen của Đan Mạch nhưng đến tận lúc qua đời, bà vẫn không còn đứa con nào sống sót để kế vị, do đó là vị quân chủ cuối cùng của Nhà Stuart. Theo các điều khoản của Đạo luật Kế vị 1701, người kế vị bà là George I của Nhà Hannover, hậu duệ đằng ngoại của gia tộc Stuart thông qua bà ngoại của ông, Elizabeth, con gái quốc vương James I của Anh.
Tuy chỉ là một người phụ nữ bình thường, nhưng với tính cách thành thật và trình độ chính trị mẫn tiếp, bà vẫn được lòng dân. Trong thời gian cai trị, Anne giao quyền lực cho các nhà chính trị lỗi lạc của các đảng, xúc tiến việc nắm quyền của Quốc hội, tiếp tục sự phát triển vượt bậc nền kinh tế, chính trị Anh và chế độ quân chủ lập hiến. Năm 1713, sau Chiến tranh kế vị Tây Ban Nha, nước Anh trở thành cường quốc số một tại châu Âu, nhiều người ca tụng Anne là Good Anne Queen, tương tự như Nữ vương Elizabeth I khi trước.

## Thời niên thiếu

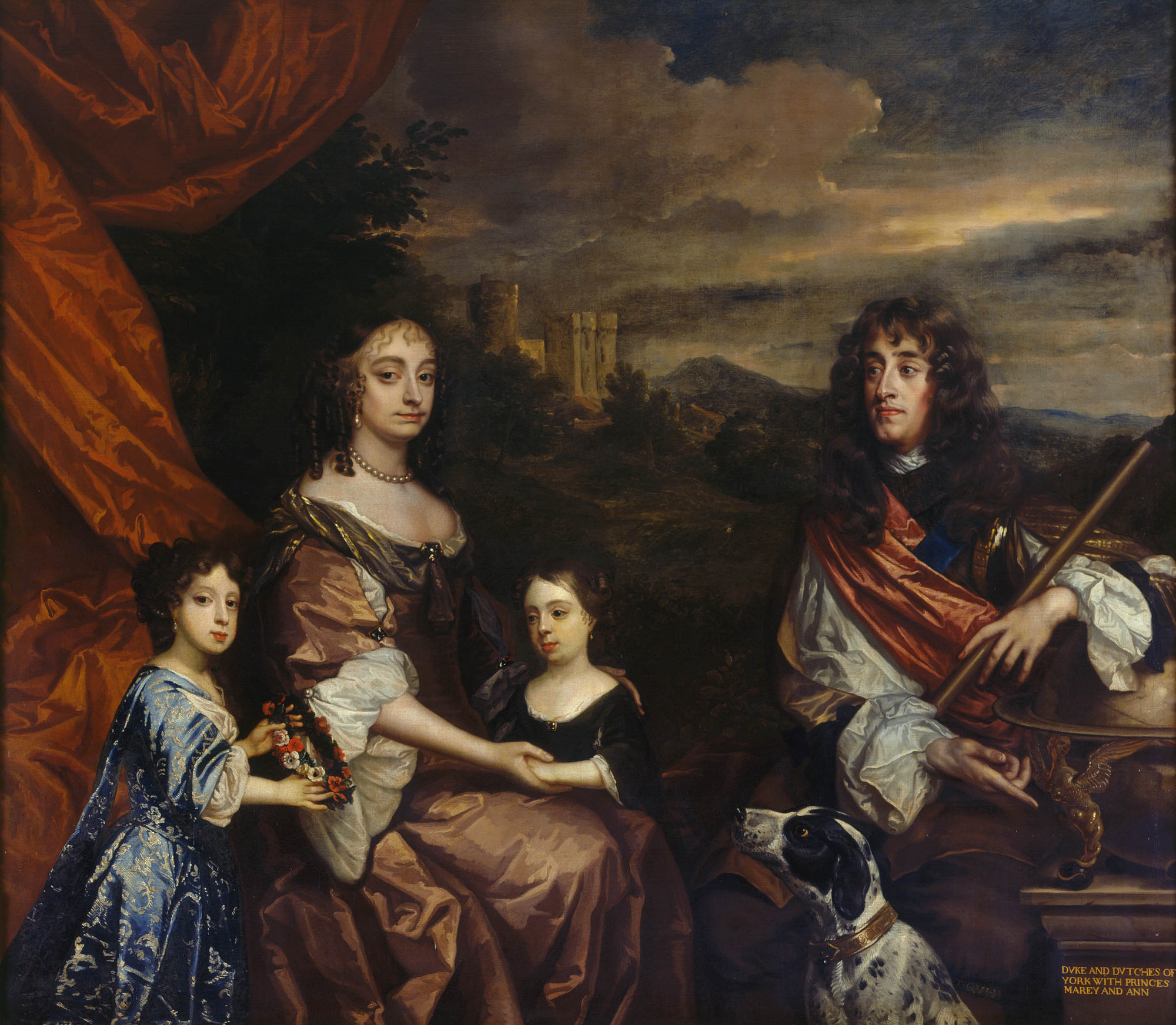
Anne (ở giữa) cùng với chị là Mary (bên trái) và cha mẹ họ, công tước và công tước phu nhân xứ York, tác phẩm của Sir Peter Lely và Benedetto Gennari II

Anne chào đời vào lúc 11 giờ 39 phút tối ngày 6 tháng 2 năm 1665 tại Cung điện St James, Luân Đôn. Bà là người con thứ tư và con gái thứ hai của James, Công tước xứ York (sau đó là James II và VII), cùng với người vợ đầu tiên của ông, Anne Hyde. Phụ thân của bà, James là em trai của quốc vương đương nhiệm tại ba vương quốc Anh, Scotland, Ireland; vua Charles II; trong khi thân mẫu bà là con gái của tể tướng Edward Hyde, Bá tước thứ nhất của Clarendon. Bà được rửa tội như một tín đồ Kháng Cách tại Nhà nguyện hoàng gia, Cung điện St James, đây cũng là nơi rửa tội cho chị gái bà, Mary. Mary là một trong những người đỡ đầu của Anne, cùng với đó là Công tước phu nhân xứ Monmouth và Tổng giám mục Canterbury, Gilbert Sheldon. Công tước xứ York và Công tước phu nhân có với nhau 8 người con, nhưng chỉ có Mary và Anne là sống tới tuổi trưởng thành.
Khi còn là một đứa trẻ, Anne mắc một chứng bệnh về mắt với triệu chứng chảy nước mắt quá nhiều, được gọi là defluxion. Để chấm dứt bệnh tình của con gái, cha mẹ Anne gửi bà sang Pháp, sống cùng với bà nội là vương hậu Henrietta Maria, tại Château de Colombes gần Paris. Sau khi Henrietta Maria qua đời vào năm 1669, Anne sống với một người dì, Henrietta Anne, nữ công tước Orléans. Đến năm 1670, người dì qua đời, Anne trở lại Anh. Mẹ của bà cũng mất vào năm sau.
Theo truyền thống vương gia Anh, Anne và chị gái sống tách biệt với người cha và cung điện của họ ở Richmond, Luân Đôn. Theo lệnh của vua Charles II, hai chị em được nuôi dưỡng trong đức tin Kháng Cách. Người chăm sóc cho họ là đại tá Edward và Lady Frances Villiers, và họ được giáo dục bằng giáo lý của Anh giáo. Henry Compton, Đức Giám mục Luân Đôn, được bổ nhiệm làm gia sư cho Anne.
Khoảng năm 1671, Anne gặp gỡ và làm quen với Sarah Jennings, người sau này trở thành bạn thân và người có ảnh hưởng nhất định đối với Nữ vương. Jennings cưới John Churchill (về sau là công tước của Marlborough) vào khoảng năm 1678. Chị gái của ông, Arabella Churchill, là tình nhân của công tước xứ York, và do vậy John trở thành người có ảnh hưởng lớn nhất tới tới Anne.
Năm 1673, công tước xứ York cải sang đạo Công giáo, và ông thành hôn với một phụ nữ Công giáo là Maria của Modena, người chỉ nhiều hơn Anne sáu tuổi. Vua Charles II không có một người con hợp pháp nào, và do đó, Công tước xứ York là người đứng đầu trong danh sách kế vị, sau đó là hai cô con gái còn sống của ông từ cuộc hôn nhân đầu tiên, tức Mary và Anne. Trong mười năm tiếp theo, công tước phu nhân xứ York mới hạ sinh tới 10 người con, nhưng tất cả đều chết non hoặc chết trong bụng mẹ, do đó Mary và Anne tiếp tục giữ vị trí thứ 2 và 3 trong danh sách kế vị, sau công tước xứ York. Có những bằng chứng cho thấy rằng, trong thời trẻ của mình, Anne có quan hệ tốt đẹp với mẹ kế, và công tước xứ York vẫn tỏ ra là một người cha tận tụy và quan tâm đến hai cô con gái.

## Hôn nhân

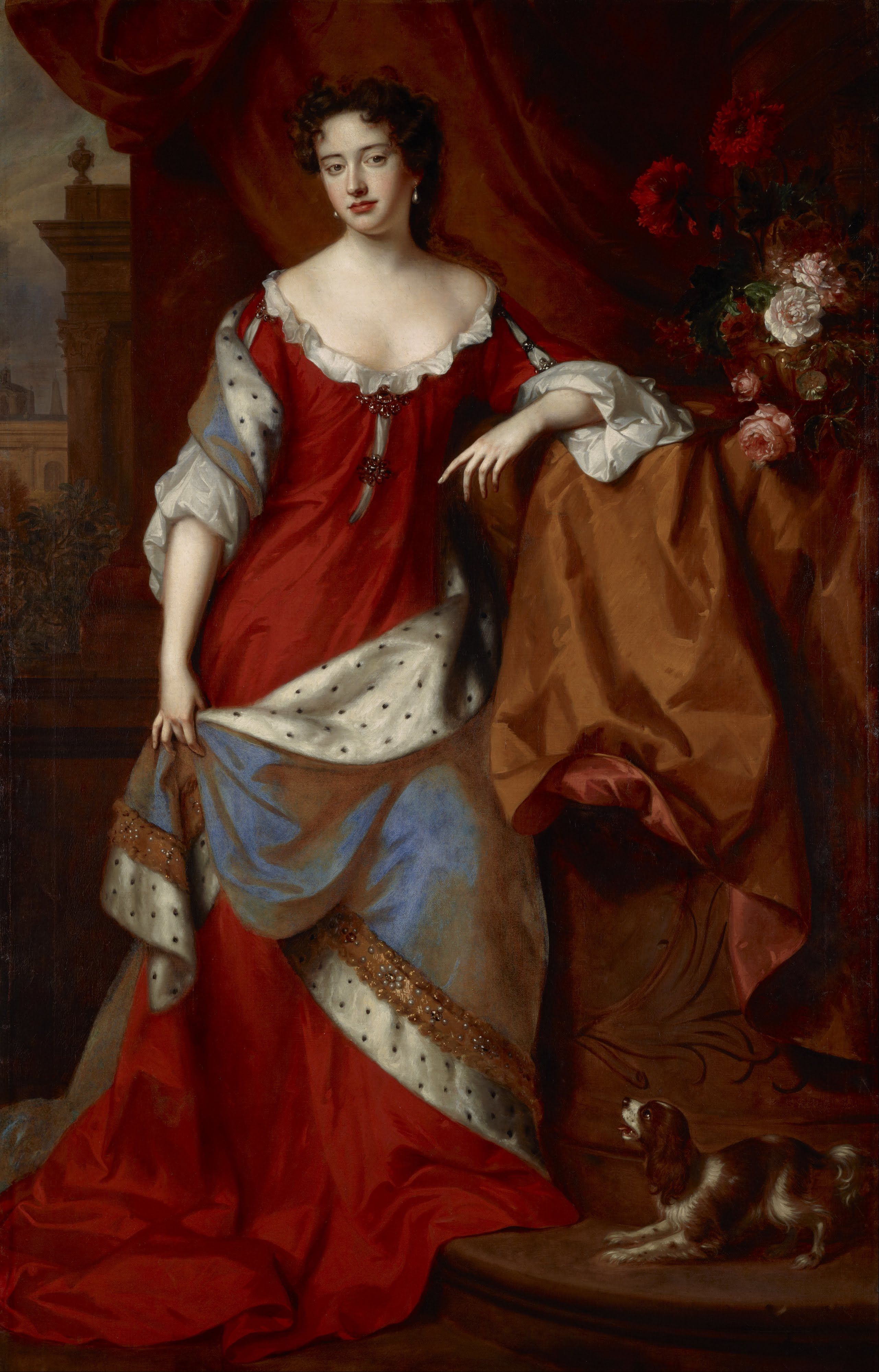
Anne, vào khoảng năm 1684, tác phẩm của Willem Wissing và Jan van der Vaardt

Ngày 4 tháng 11 năm 1677, chị gái của Anne, Mary, cưới người anh họ đến từ Hà Lan, Willem xứ Oranje, tại Cung điện St James, nhưng Anne không thể tham dự đám cưới vì khi đó bà bị mắc bệnh đậu mùa. Khi Anne khỏi bệnh, Mary đã chuyển sang sinh sống cùng chồng tại Hà Lan. Giữa lúc đó Lady Frances Villiers nhiễm bệnh, và chết. Dì của Anne là Lady Henrietta Hyde (vợ của Laurence Hyde) được bổ nhiệm là gia sư mới cho Anne. Một năm sau, Anne và mẹ kế khởi hành đến Hà Lan để thăm Mary, và ở lại đó trong hai tuần.
Cha và mẹ kế của Anne có một kì nghỉ tại Brussels vào tháng 3 năm 1679 trong tình hình bạo động nhằm chống Công giáo đã lan rộng đến cả lãnh địa của giáo hoàng, và Anne đã đến thăm họ từ cuối tháng 8. Vào tháng Mười, họ quay trở lại đảo Anh, Công tước và công nương đến Scotland còn Anne trở về nước Anh. Bà từng có thời gian đến chung sống cùng cha và mẹ kế tại cung điện Holyrood ở Edinburgh, thủ đô Scotland từ tháng 7 năm 1681 đến tháng 5 năm 1682. Đó cũng là chuyến đi cuối cùng đến một nơi ngoài nước Anh của Anne.
Anh họ thứ hai của Anne là Georg của Hannover (cũng là người kế vị Anne về sau) đã đến Luân Đôn trong ba tháng từ tháng 12 năm 1680, làm dấy lên tin đồn về một cuộc hôn nhân có thể diễn ra giữa George và Anne. Sử gia Edward Gregg không đồng tình với ý kiến này, vì cho rằng thời điểm đó cha của Anne đã bị trục xuất khỏi triều đình Anh, và gia tộc Hannover đã có ý định cho hôn lễ giữa George và người chị họ thứ nhất, Sophie Dorothea của Celle, nhằm hợp nhất các nhánh trong dòng họ Hannover. Có tin đồn khác về mối quan hệ giữa Anne và Lord Mulgrave (về sau là công tước Buckingham), nhưng Mulgrave không công nhận điều đó. Nhưng cũng do hệ quả của tin đồn này, Mulgrave bị trục xuất khỏi triều đình.
Với việc Georg của Hannover không nằm trong danh sách ứng cử viên cho cuộc hôn nhân của Anne, vua Charles II hướng sự chú ý sang một vị vương tử khác, nhất là người Kháng Cách, nhưng ông vẫn để ngỏ khả năng chấp nhận một chú rể công giáo vì mối quan hệ tốt đẹp của ông và vua Pháp, Louis XIV của Pháp. Bấy giờ Đan Mạch là nước đồng minh quan trọng của Pháp, nên Louis XIV dự định cho một hôn nhân của một vương tử Đan Mạch và một công chúa Anh để thiết lập liên minh với cả Anh và Đan Mạch chống lại sức mạnh ngày càng gia tăng của Hà Lan. Một thỏa thuận hôn nhân đã được đặt ra giữa Anne và Hoàng thân George của Đan Mạch, em trai nhà vua Đan Mạch Christian V. Người dàn xếp cho cuộc hôn nhân này là chú của Anne, Laurence Hyde, Bá tước của Rochester, và Robert Spencer, Bá tước thứ hai của Sunderland. Phụ thân Anne rất ủng hộ cuộc hôn nhân này bởi vì hoàng tộc Đan Mạch cũng đang ở thế chống đối với Hà Lan, do vậy cuộc hôn nhân sẽ làm giảm đi ảnh hưởng của người con rể thứ nhất của ông, William, người mà James không ưa, lên nước Anh.
Lễ thành hôn của Anne và George diễn ra tại Nhà thờ Vương thất vào ngày 27 tháng 8 năm 1683. Tuy cuộc hôn nhân của họ hoàn toàn là do sắp đặt, nhưng cuộc sống gia đình của họ diễn ra khá êm ấm bởi sự tận tâm và chung thủy của hai bên. Họ đã được nhận một dinh thự ở cung điện Whitehall, đó chính là nơi ở của cặp vợ chồng trẻ tại Luân Đôn. Sarah Churchill được bổ nhiệm làm người nữ tì lo việc dọn dẹp phòng ngủ cho Anne. Vài tháng sau khi kết hôn, Anne mang thai lần đầu tiên, vào tháng 3 năm 1684, nhưng đứa bé đã chết trong bụng mẹ vào tháng 5 cùng năm. Trong hai năm tiếp theo, bà hạ sinh được hai người con gái nữa, nhưng đều chết yểu: Mary và Anne Sophia.

## Thời James II cai trị
Khi Charles II qua đời năm 1685, cha của Anne trở thành quốc vương James II ở Anh và Ireland và James VII ở Scotland. Trước sự kinh ngạc của những người theo Kháng Cách tại Anh, James đưa một loạt thành phần công giáo lên nắm các quyền quân sự, hành chính, trái với ý muốn của đa số quần chúng ở một quốc gia Kháng Cách như Anh. Anne chia sẻ với cha về những mối quan tâm chung của hai người, song bà vẫn tiếp tục tôn sùng Anh giáo. Lúc đó chị gái bà là Mary đang ở Hà Lan, vợ chồng Anne là những người duy nhất trong vương thất tham dự vào các nghi lễ Anh giáo được tổ chức. Khi cha bà cố gắng buộc bà thực hiện nghi thức rửa tội để trở thành một thành viên Công giáo, Anne đã khóc rất nhiều: "Giáo hội ở Rome thật xấu xa và nguy hiểm" - Anne viết trong bức thư gửi cho người chị: "nghi lễ kiểu cách - phần lớn trong số họ - hoàn toàn sùng bái thần tượng". Anne ngày càng trở nên xa lạ hơn đối với cha và mẹ kế của mình, nhất là khi James tìm mọi cách để làm suy yếu quyền hành của Giáo hội Anh.
Đầu năm 1687, Anne bị sẩy thai lần nữa, vương tử George mắc bệnh đậu mùa, và hai người con gái của họ lần lượt chết yểu. Lady Rachel Russell tường thuật lại rằng: "Họ mang tâm trạng như đối mặt với cái chết nặng nề. Đôi khi họ khóc, đôi khi họ vừa khóc vừa nói, sau đó ngồi im lặng, nắm tay nhau. Ông trên giường bệnh, và bà, có thể tưởng tượng giống như một y tá tận tình chăm sóc chồng". Cuối năm đó, Anne lại sinh ra một đứa bé đã bị chết lưu trong bụng mẹ.
Khi đó cả nước Anh nháo động vì có tin vương hậu mang thai lần đầu tiên kể từ khi James lên ngôi (1685). Trong thư viết cho chị gái Mary, Anne bày tỏ sự nghi ngờ rằng cái thai của vương hậu chỉ là giả, đó là một mưu tính khá sâu cay để đưa một người ngoài lên làm người thừa kế. Đến tháng 4 năm 1688, Anne lại bị sẩy thai và được đưa ra khỏi Luân Đôn, có một kì nghỉ dưỡng ở Spa Town, Bath để hồi phục sức khỏe.

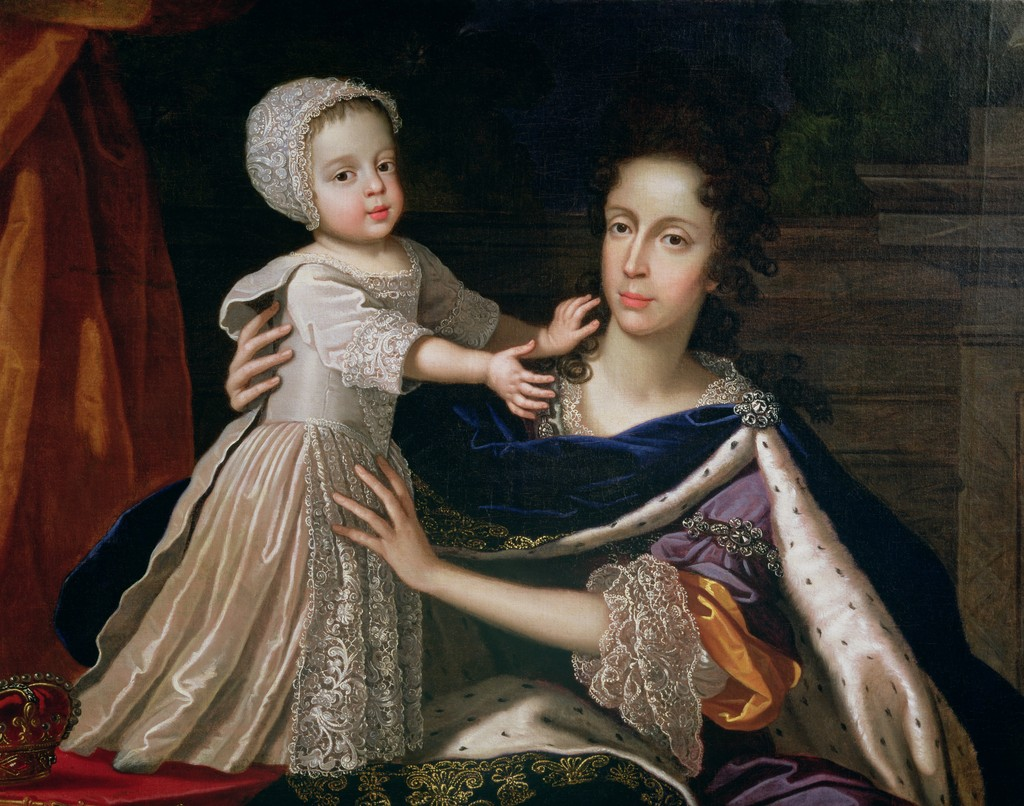
Maria của Modena và James Francis Edward, mẹ kế và người em trai cùng cha khác mẹ của Anne

Cuối cùng, Vương hậu Maria hạ sinh được một hoàng tử James Francis Edward vào ngày 10 tháng 6 năm 1688. Khi đó cậu bé này được rửa tội như một giáo dân Công giáo, và khả năng Vương triều Công giáo vững chắc lên trị vì Anh Quốc là hoàn toàn có thể xảy ra. Khi đó Anne vẫn còn ở Bath, vì vậy bà đã không chứng kiến sự ra đời của em trai, mà tin rằng vị vương tử đó là giả mạo. Có thể bà đã cố tình tìm cách rời khỏi Luân Đôn để tránh bị hãm hại, hoặc là thực sự gặp vấn đề sức khỏe. Nhưng cũng rất có thể là James đã tìm cách loại bỏ những người Kháng Cách, bao gồm cả con gái ông ra khỏi vũ đài chính trị. "Em không bao giờ thực sự hài lòng", Anne viết thư cho chị gái Mary: "Mặc dù đứa trẻ đó là thực hay giả. Có thể nó là em trai của chúng ta, điều này chỉ Chúa Trời mới biết. Một con người không thể có 1000 nỗi sợ hãi và những suy nghĩ u sầu, nhưng với những thay đổi có thể sắp sửa xảy tới, chị có thể sẽ không bao giờ tìm thấy được em kiên định với tôn giáo của em và lòng trung thành của chị".
Để xua tan đi những tin đồn về việc vương tử là giả mạo, James cho mời 40 người, lập thành Hội đồng cơ mật, đến làm nhân chứng về sự ra đời của vương tử. Anne tuyên bố rằng bà khồng thể tham gia vì đã mang thai (nhưng lời tuyên bố đó không phải là sự thực), và sau đó từ chối đọc những điều mình thấy trong ngày hôm đó vì nó không cần thiết.

## Cách mạng Vinh quang 1688

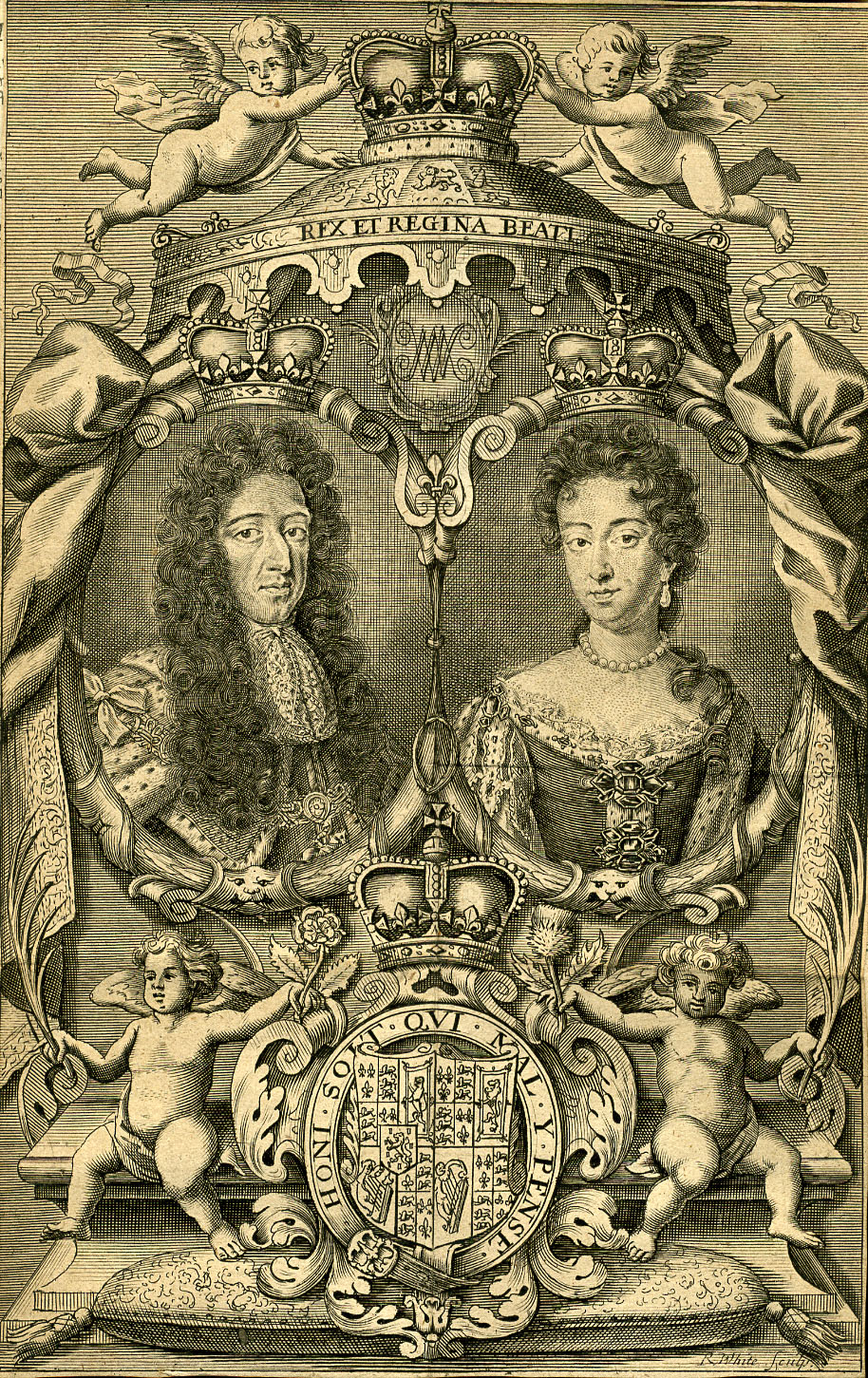
William III và Mary II

Trong cái cuộc chiến gọi là Cách mạng Vinh quang, Wiliam xứ Orange đã đưa quân xâm lược nước Anh vào ngày 5 tháng 11 năm 1688, mà kết quả của cuộc cách mạng là lật đổ nền thống trị của vua James. Mặc dù bị James cấm trao đổi thư từ qua lại với Mary vào mùa xuân năm 1687, nhưng Anne vẫn thường xuyên viết thư cho chị, và qua những bức thư từ Hà Lan, bà biết được ý đồ này của anh rể và chị gái. Theo lời khuyên từ John Churchill, Anne từ chối hợp tác với phụ vương khi quân của Wiliam đổ bộ vào nước Anh, ngược lại còn viết thư cho Wiliam vào ngày 18 tháng 11 bày tỏ ý định của mình. Churchill chính thức rời bỏ nhà vua vào ngày 24, và vương thân George cũng có quyết định tương tự vào đêm đó. Tối ngày hôm sau, James ra lệnh quản thúc Sarah Churchill tại Cung điện St James. Anne và Sarah chạy trốn theo đường cầu thang từ Whitehall, và sau đó nương nhờ giám mục Compton. Họ đã nghỉ lại một đêm trong ngôi nhà của họ, và sau đó đến Nottingham vào ngày 1 tháng 12. Hai tuần sau đó, Anne được hộ tống tới Oxford, và đoàn tụ với chồng mình. "Chúa hãy giúp con", James thốt lên sau khi được tin con gái bỏ rơi mình vào ngày 26 tháng 11, "Ngay cả con của trẫm cũng đã rời bỏ trẫm". Ngày 19 tháng 12, Anne trở về Luân Đôn, nơi mà không lâu sau, bà được Wiliam ghé thăm. James bỏ trốn sang Pháp vào ngày 23. Anne được miêu tả là không quan tâm đến việc đào thoát của phụ vương, thay vào đó chỉ hỏi cho trò chơi thông thường của cô về thẻ. Bà cố chứng tỏ bản thân mình bằng cách nói rằng bà "đã quen với việc để chơi và không bao giờ thích làm bất cứ điều gì mà ngoài tầm ảnh hưởng của mình".
Tháng 1 năm 1689, Quốc hội Anh tuyên bố rằng James đã tự động thoái vị với hành động bỏ trốn của nhà vua, do đó ngai vàng của Anh và Ireland bỏ trống. Quốc hội Scotland cũng thông qua quyết định tương tự, sau đó Wiliam và Mary được tuyên bố là vua và Nữ vương của cả ba nước. Đạo luật Claim of Rights được thông qua năm 1689 về vấn đề kế vị; theo đó Anne và con cháu của bà đứng dòng thứ hai trong danh sách thừa kế sau con cháu chung của Wiliam và Mary, nhưng rốt cục thì lúc đó Mary cũng không sinh ra được người con nào; tiếp đến là những người con của Wiliam với những người vợ mà ông kết hôn nếu Mary chết trước. Ngày 24 tháng 7 năm 1689, Anne hạ sinh một người con trai, Vương tôn Wiliam của Đan Mạch, công tước xứ Gloucester. Mặc dù bị bệnh nhưng cuối cùng vẫn sống sót đến tuổi thiếu niên. Khi Mary và Wiliam không có con, thì vì vương tôn này được xem như hi vọng cuối cùng về một người thừa kế cho dòng họ Stuart.

## Thời Wiliam và Mary
Chỉ ít lâu sau khi tiến quân vào nước Anh, Wiliam và Mary ban thưởng cho John Churchill bằng cách cấp cho ông lãnh địa và phong làm bá tước xứ Marlborough, đồng thời hoàng thân George đã được phong làm công tước xứ Cumberland. Anne đề nghị việc sử dụng cung điện Richmond và phụ cấp của quốc hội. William và Mary ban đầu từ chối đề nghị đó, nhưng về sau lại không thành công trong việc bác bỏ đề nghị tiếp theo, vì thế gây ra sự bất hòa giữa hai chị em. Sự căng thẳng trong mối quan hệ gia tộc trở nên gay gắt hơn khi Wiliam không cho phép Hoàng thân George có được một cấp hàm cao trong quân đội. Đức Vua và Nữ vương lo sợ rằng nếu để cho Anne có quá nhiều sự độc lập thì cuối cùng họ sẽ chẳng còn chút ảnh hưởng nào đối với bà và bà sẽ có thể lập ra một phe phái đối lập với chính quyền. Trong khoảng thời gian đó, theo đề nghị của Anne bà và Sarah Churchill, Lady Marlborough, bắt đầu để gọi nhau tên theo họ chồng chứ không câu nệ thân phận vua tôi, tức là họ gọi nhau là Mrs. Morley and Mrs. Freeman, và khi chỉ ở một mình với nhau thì địa vị của họ là bình đẳng. Tháng 1 năm 1692, do nghi ngờ rằng Marlborough đã bí mật âm mưu với những người ủng hộ cựu vương James, tức là phái Jacobites, William và Mary sa thải ông ra khỏi bộ máy cai trị. Để tỏ ý ủng hộ gia tộc Marlboroughs, Anne thường cùng Sarah đi đến một sự kiện tổ chức trong hoàng cung, và từ chối lệnh của Nữ vương chấm dứt mối quan hệ với gia đình Sarah. Lady Marlborough sau đó đã bị cấm đi vào các cung điện của hoàng gia; Anne được tin đó vô cùng giận dữ và bỏ khỏi hoàng cung, đến trú ngụ tại Syon House, ngôi nhà của Công tước xứ Somerset. Do vậy, bà bị tước đi mọi danh hiệu, triều thần bị cấm tới gặp bà, và quyền công dân của Anne cũng bị thu hồi. Vào tháng 4, Anne đã sinh ra một người con trai, nhưng cậu bé đã chết ngay sau khi chào đời có vài phút. Mary đến thăm bà, nhưng không có cảnh tình cảm thắm thiết mà thay vào đó, Nữ vương trách móc Anne vì bà kết bạn với Sarah. Đó là lần cuối cùng hai chị em gặp nhau. Cuối năm đó, Anne chuyển tới Berkeley House tại Piccadilly, Luân Đôn, nơi bà sinh ra một cô con gái chết yểu vào tháng 3 năm 1693.
Mary qua đời vì bệnh đậu mùa năm 1694, và Wiliam một mình cai trị nước Anh cho tới khi qua đời. Lúc đó, Anne trở thành người đứng đầu trong danh sách kế vị, vì nếu Wiliam có lấy một người vợ khác và sinh con đi nữa thì quyền kế vị vẫn phải ưu tiên cho con cháu dòng họ Stuart; sau đó hai người công khai hòa giải với nhau. Nhà vua khôi phục danh hiệu cho Anne, cho phép cô sống trong cung điện St James, và ban tặng cho bà một số đồ trang sức của Mary lúc còn sống, song vẫn tìm cách ngăn trở Anne tham gia vào công việc triều chính, nhất là những khi ông viễn chinh ở nước ngoài. Ba tháng sau, nhà vua phục chức cho Marlborough.
Theo lời kể của James, Anne viết thư cho ông vào năm 1696, yêu cầu vua cha không gây hấn sau khi mình kế vị Wiliam, và hứa hẹn sẽ giao trả lại ngai vàng cho James Francis Edward tại một thời điểm thích hợp, song không rõ là James có đồng ý đề nghị đó hay không. Có lẽ Anne đã cố gắng để đảm bảo cho ngày kế vị của mình bằng cách ngăn chặn sự trở lại của James.

## Người thừa kế vương vị

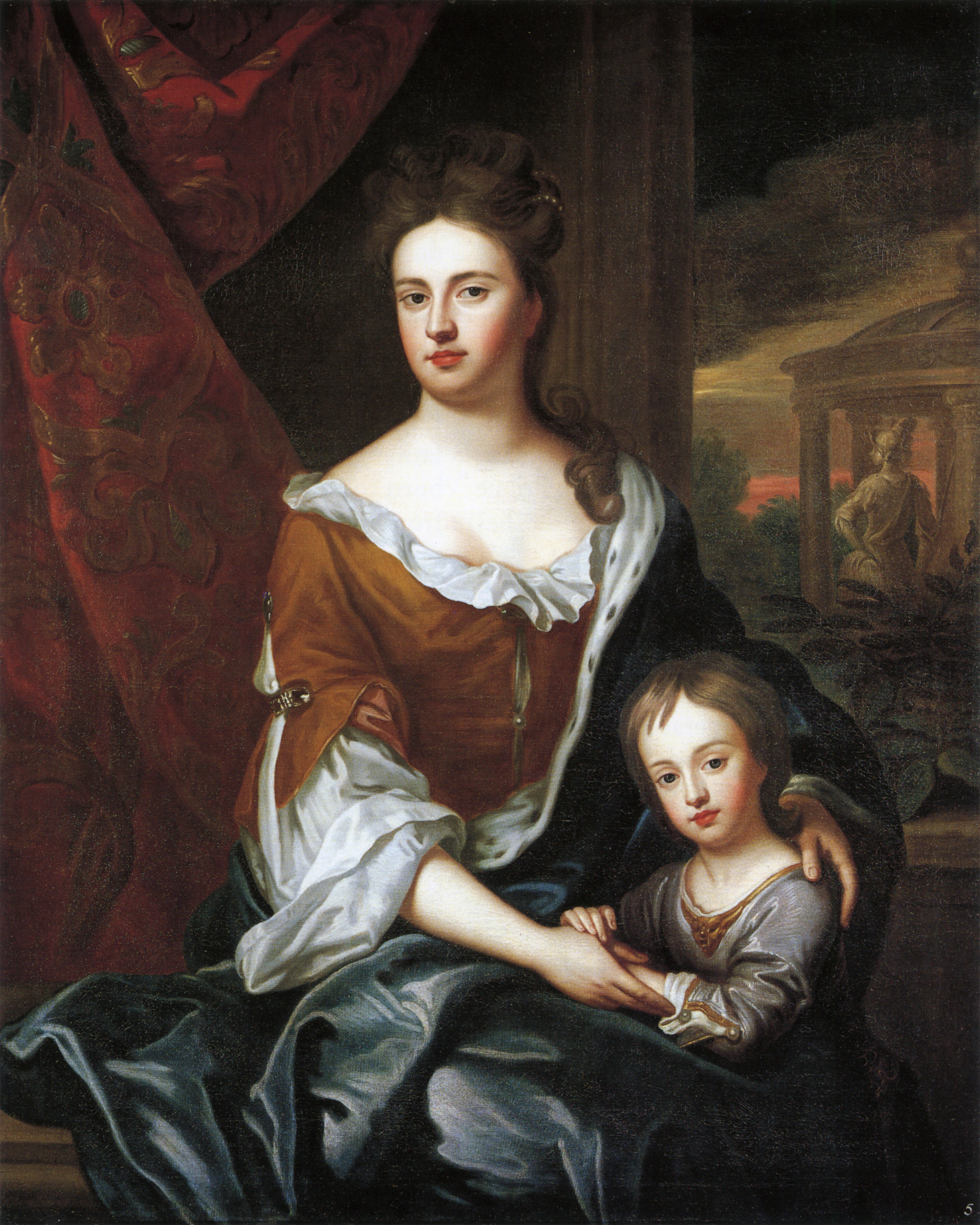
Anne và người con trai sống lâu nhất của bà, vương tôn Wiliam, công tước xứ Gloucester, tranh của Sir Godfrey Kneller, vẽ vào khoảng năm 1694

Anne mang thai lần cuối cùng vào năm 1699, vào ngày 25 tháng 1 năm 1700, bà hạ sinh ra một đứa con trai đã chết lưu trong bụng mẹ. Bà đã từng mang thai ít nhất mười bảy lần qua 16 năm, và đã bị sẩy thai hoặc sinh con chết non ít nhất 12 lần. Trong số năm người con của bà còn sống sót sau khi sinh, thì bốn người không thể vượt qua được năm thứ hai của cuộc đời. Anne bị nhiễm chứng bệnh "gout" khiến bà thường xuyên gặp những cơn đau ở tay chân và cuối cùng bụng và đầu, sớm nhất là từ năm 1698. Căn cứ vào những ghi chép về sự sẩy thai liên tục của Anne và các biểu hiện về thể chất của bà, có thể Anne đã mắc chứng bệnh lupus erythematosus hoặc hội chứng Hughes. Ngoài ra, bệnh viêm vùng chậu có thể giải thích lý do tại sao các triệu chứng xuất hiện trên người bà cô gần trùng với thời điểm thai kì áp chót. Một số ý kiến khác cho rằng nguyên nhân việc Anne sinh khó là do listeriosis, tiểu đường, chứng chậm phát triển của tử cung và không tương thích rhesus (một chất trong hồng cầu huyết). Chứng không tương thích rhesus thường biểu hiện nặng nề hơn ở những lần mang thai tiếp theo, không phù hợp với tình trạng của Anne vì hoàng tử Wiliam vẫn chào đời sau một loạt những lần mang thai chết lưu của người mẹ. Các chuyên gia cũng loại trừ nguyên nhân giang mai, porphyria và biến dạng xương chậu cho việc sinh khó của Anne vì nó không phù hợp với tình trạng của bà.
Bệnh gout của Anne ảnh hưởng rất nhiều đến sức khỏe của bà. Khi bàn việc nước trong triều đình, bà thường phải ngồi trên một chiếc kiệu, hoặc ngồi trên xe lăn. Trọng lượng của Anne tăng lên nhanh chống vì bà sống mà vận động khá ít, theo lời nói của Sarah "bà khá to lớn, dáng thô và mập mạtr. Có cái gì đó uy nghi trong cái nhìn của bà, nhưng pha trộn vào trong đó là một sự ảm đạm trong tâm hồn". Nam tước Sir John Clerk, miêu tả về Nữ vương và năm 1706: "giống như triệu chứng của gout, bà thường vô cùng đau đớn, và trên này mọi dịp bà đã được nhiều trong các rối loạn như về vô nhân của các đối tượng của mình. Khuôn mặt của bà, thấy có màu đỏ, kèm theo một cái gì đó đáng sợ, cách ăn mặc cẩu thả của cô, và bàn chân bị của bà luôn phải đắp băng thuốc, những băng này đắp lên khiến bà khá khó chịu. Tôi đã bị ảnh hưởng nhiều bởi hình ảnh này... ".
Người con duy nhất còn sống sót của Anne, Vương tôn Wiliam, Công tước xứ Gloucester, đã qua đời vào ngày 30 tháng 7 năm 1700 ở tuổi 11. Anne và chồng "choáng ngợp với sự đau buồn". Anne ra lệnh cho hộ gia  của mình để phải để tang trong ngày giỗ của vương tôn. Với việc William không có con và Gloucester qua đời, Anne là người kế thừa duy nhất còn sống theo đạo luật năm 1689. Để giải quyết cuộc khủng hoảng thừa và ngăn cản một phục ngôi cho James Francis Edward, Quốc hội nước Anh đã ban hành Đạo luật Kế vị năm 1701, trong đó quy định rằng nếu Anne và Wiliam đều không có con, Quốc hội Anh và Ireland sẽ quyết định chọn Sophie, Bà tuyển hầu xứ Hannover, và là cô họ của Anne, làm người thừa kế ngai vàng. Sophie là cháu ngoại của James I (ông cố Anne), thông qua mẹ bà - Elizabeth là chị gái vua Charles I (ông nội Anne). Hơn năm mươi yêu sách Công giáo có liên quan chặt chẽ hơn để Anne đã được loại trừ từ các nhánh thừa kế tiếp theo. Phụ vương của Anne qua đời vào tháng 9 năm 1701, và góa phụ của ông, vương hậu tiền nhiệm viết thư cho Anne, thông báo rằng James đã tha thứ cho Anne và nhắc nhở bà về việc phục hồi vương vị cho James Francis Edward khi xưa. Tuy nhiên Anne lại chấp nhận đạo luật thừa kế vừa được đưa ra.

## Nữ vương

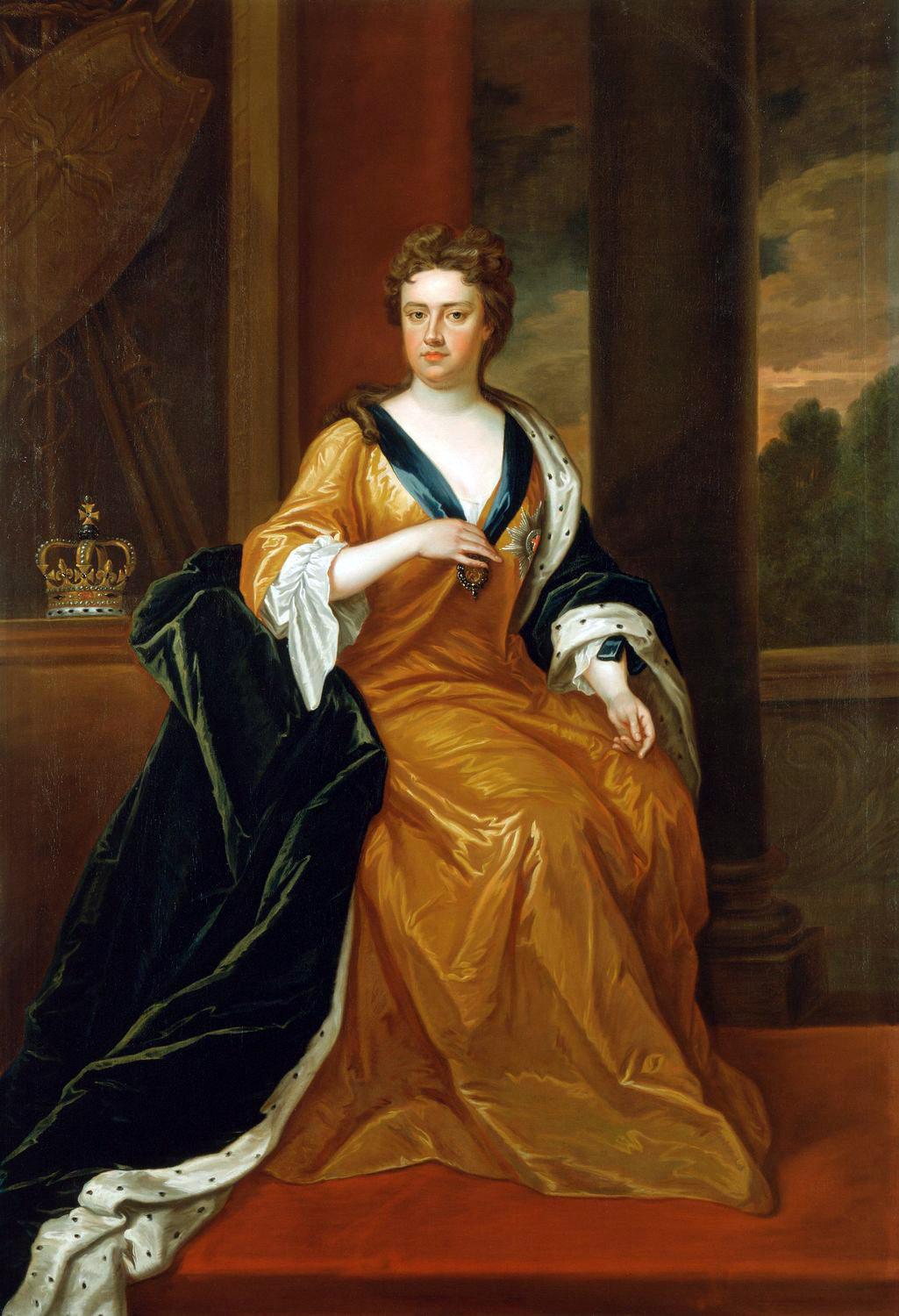
Chân dung bởi Charles Jervas

Anne trở thành Nữ vương sau cái chết của Wiliam vào ngày 8 tháng 3 năm 1702, và ngay sau đó tiến hành lễ gia miện. Trong bài phát biểu đầu tiên của bà trước Quốc hội Anh vào ngày 11 tháng 3, cô tuyên bố tách mình ra khỏi pháp luật của người anh họ Hà Lan vừa quá cố và nói: "Theo tôi biết trái tim tôi là hoàn toàn thuộc về nước Anh, tôi có thể đảm bảo với quý vị rất chân thành rằng không có bất cứ điều gì quý vị có thể mong đợi hay mong muốn từ tôi mà tôi sẽ không sẵn sàng để làm vì hạnh phúc và sự thịnh vượng của nước Anh."
Không bao lâu sau khi đăng quang, Anne phong cho chồng làm Tư lệnh Hải quân Hoàng gia, nắm quyền kiểm soát hải quân hoàng gia trên danh nghĩa. Anne đã trao quyền quản lý quân đội cho Marlborough, phong cho ông ta làm đại tá thủy quân. Marlborough cũng đã nhận được nhiều đặc ân từ Nữ vương; ông đã được phong làm Hiệp sĩ Garter và được nâng lên đến tước công. Công nương Marlborough được bổ nhiệm làm Groom of the Stole, Mistress of the Robes, and Keeper of the Privy Purse.
Anne chính thức làm lễ gia miện vào ngày St George, 23 tháng 4 năm 1702. Do ảnh hưởng từ căn bệnh gout, bà đã phải đến Tu viện dòng Biển Đức bằng kiệu, và chiếc áo choàng nặng trịch và dài lê thê. Ngày 4 tháng 5, nước Anh tham gia vào Chiến tranh Kế vị Tây Ban Nha, liên minh với Áo và Cộng hòa Hà Lan để chống lại Pháp và Tây Ban Nha. Do vua Carlos II của Tây Ban Nha qua đời mà không có con nối dõi vào năm 1700, ngai vàng Tây Ban Nha bị tranh chấp giữa hai phe: Đại công tước Karl của Áo, đại diện cho nhà Habsburg và Philippe de Bourbon, Công tước xứ Anjou, đại diện cho nhà Bourbon. Dù Philippe mới là người thừa kế hợp pháp, nhưng nước Anh đứng về phía Karl, vì cho rằng việc một thành viên hoàng tộc Pháp lên cai trị Tây Ban Nha sẽ khiến cho thế cân bằng ở châu Âu bị đảo lộn.

### Đạo Luật liên minh 1707
Trong khi Ireland đã được và xứ Wales từ lâu đã được coi là một phần của Vương quốc Anh, thì Scotland vẫn là một nước có chủ quyền độc lập với quốc hội và luật pháp riêng. Đạo luật năm 1701 được quốc hội Anh thông qua, áp dụng tại Anh và Ireland, nhưng Scotland thì không, bởi vì thiểu số những người có thế lực ở nước này muốn bảo tồn vương triều Stuart. Anne đã tuyên bố rằng việc thiết lập một liên minh giữa Anh và Scotland là "rất cần thiết" trong bài phát biểu đầu tiên của bà trước Quốc hội Anh, và một hội nghị Anh-Scotland đã được triệu tập tại nơi ở cũ của Nữ vương, Cockpit để thảo luận về các điều khoản vào tháng 10 năm 1702. Các cuộc đàm phán kết thúc vào đầu tháng 2 năm 1703 và đã thất bại khi không đạt được một thỏa thuận chung nào. Người đại diện của Scotland đáp lại Đạo luật thừa kế bằng cách thông qua đạo luật An ninh năm 1704, tăng thêm sức mạnh cho quý tộc Scotland, và tuyên bố rằng nếu Nữ vương không thể có con được nữa, thì Quốc hội Scotland sẽ chọn một người trong dòng dõi quý tộc nước này làm quốc vương. Người sẽ được lựa chọn làm vua ở Scotland sẽ không phải là người nối ngôi ở Anh, trừ phi hoàng gia chấp nhận quyền tự do thương mại cho các thương gia người Scotland. Lúc đầu, Anne từ chối chấp thuận, nhưng lại phải đồng tình vào năm sau, khi phía Scotland đánh tiếng về một cuộc chiến tranh với Anh.
Đáp lại, Quốc hội Anh thông qua đạo luật Act năm 1705, đe dọa sẽ áp đặt các biện pháp trừng phạt kinh tế và kiểm soát gắt gao đối với những người Scotland ở ngoài nước Anh, trừ khi Scotland hoặc bãi bỏ Đạo luật An ninh hoặc chấp nhận một đạo luật liên minh. Phía Scotland lựa chọn con đường thứ hai, và Nghị viện Anh đã đồng ý bãi bỏ Đạo luật Alien, và các ủy viên mới được chỉ định bởi Nữ vương Anne vào đầu năm 1706 để thương lượng các điều khoản của liên minh. Các điều khoản này đã được soạn ra và đệ trình lên Nữ vương vào ngày 23 tháng 7 năm 1706, và được phê chuẩn bởi Quốc hội Anh và Quốc hội Scotland vào lần lượt các ngày 16 tháng 1 và 6 tháng 3 năm 1707. Theo Đạo luật Liên minh, Anh và Scotland đã thống nhất thành một vương quốc duy nhất được gọi là Vương quốc Liên hiệp Anh, với một quốc hội duy nhất, vào ngày 1 tháng 5 năm 1707. Anne, người rất ủng hộ chính sách liên minh dù gặp phải sự phản đối của cả hai quốc gia, đã làm lễ tạ ơn ở nhà thờ Nhà thờ St Paul. Người Scotland là Nam tước thứ nhất Sir John Clerk cũng đến tham dự và tường thuật lại: "không ai xuất hiện trong dịp này mà ngày càng chân thành sùng đạo và biết ơn hơn cả chính Nữ vương".

### Lưỡng đảng tranh chấp

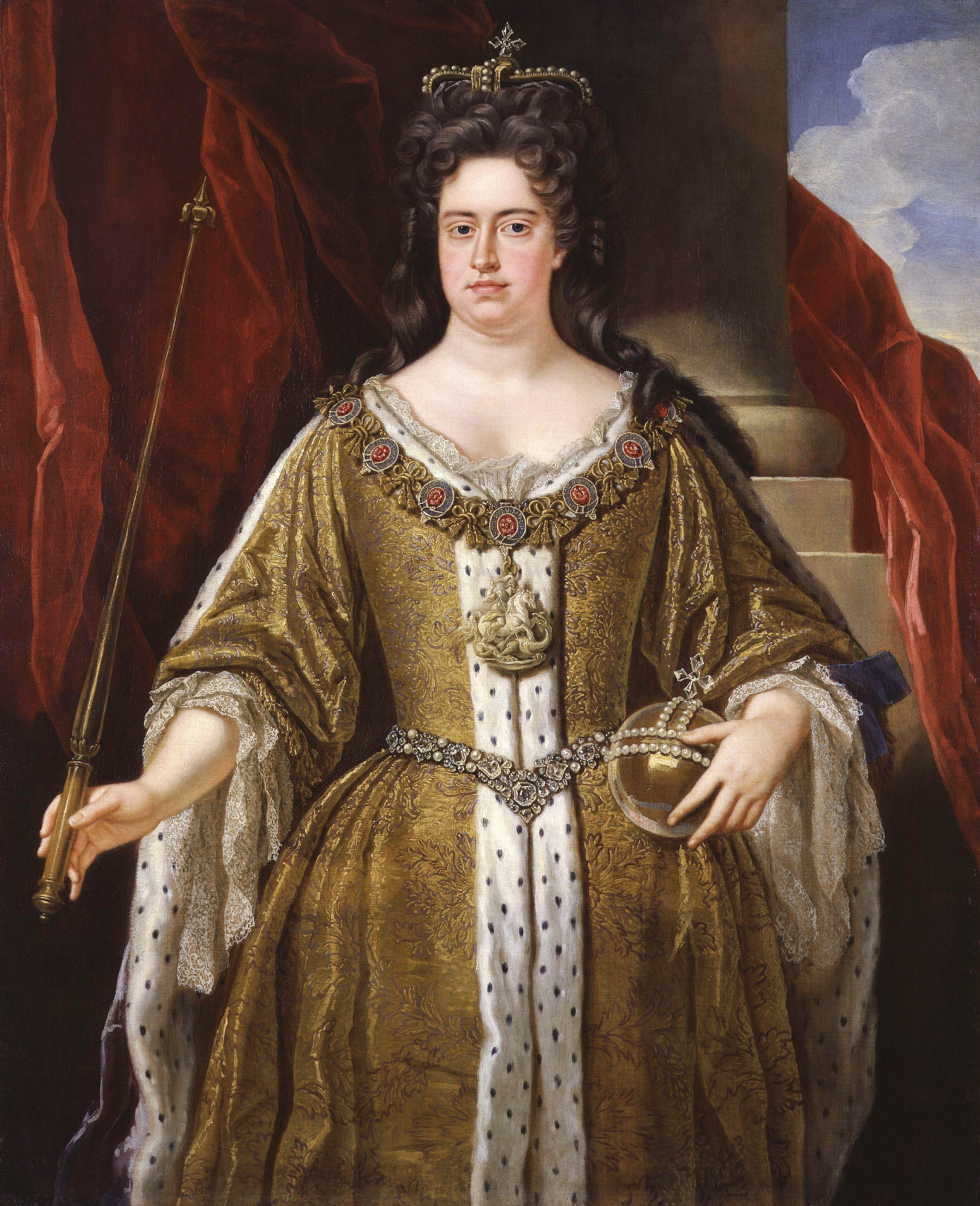
Tranh vẽ Anne của John Closterman, vào năm 1702

Triều đại của Anne để lại dấu ấn bởi sự phát triển của hệ thống hai đảng. Nói chung, Đảng Tory hoàn toàn ủng hộ Anh giáo và quan tâm đến quyền lợi của giai cấp quý tộc, trong khi đảng Whigs dấu tranh cho lợi ý của những người theo đạo Tin Lành bất đồng chính kiến. Là một người trung thành với Anh giáo, Anne có phần nghiêng về Đảng Tory. Các bộ trưởng được bổ nhiệm dưới thời Anne chủ yếu là thành viên của Đảng Tory, bao gồm nhiều nhà lãnh đạo chủ chốt của đảng này như Daniel Finch, Bá tước thứ hai của Nottingham, và cậu của Nữ vương là Laurence Hyde, Bá tước thứ nhất của Rochester. Đảng được lãnh đạo bởi Lord Treasurer và Lord Godolphin và người được Anne rất tin tưởng là công tước Marlborough, người được cân nhắc tiết chế đảng này, cùng với người đứng đầu Hạ viện, Robert Harley.
Anne ủng hộ Dự luật cấm chỉ giáo đồ quốc gia vào năm 1702, được xúc tiến bởi Đảng Tory, và bị phản đối bởi đảng Whigs. Dự luật được đặt ra nhằm loại bỏ ảnh hưởng của những người Tin lành bất đồng chính kiến trước công chúng bằng cách để một lỗ hổng về pháp luật trong các hành vi kiểm tra, pháp luật cho những người tuân giáo ở Anh. Các luật hiện hành cho phép người không theo Anh giáo nhậm một chức vụ trong chính phủ nếu họ hiệp thông với Anh giáo mỗi năm một lần. Chồng của Anne đã bị ép phải bỏ phiếu chấp nhận dự luật, mặc dù ông là một người theo đạo Cơ Đốc, ông là một thỉnh thoảng conformist mình. Các Whigs chặn thành công các hóa đơn cho thời gian của phiên họp quốc hội. Nhưng Đảng Whigs đã thành công trong việc phản kháng lại dự luật trong phiên họp Quốc hội. Sau một trận bão lớn vào năm 1703, Anne cầu xin Chúa Trời "tha thứ các tội lỗi của quốc gia này mà đã rút lại phán xét đáng buồn này". Dự luật được tái đề nghị sau trận bão đó, nhưng Nữ vương từ chối hỗ trợ nó vì cho rằng vì việc này có thể sinh ra một cuộc tranh cãi lớn về chánh trị, và một lần nữ dự luật thất bại. Nỗ lực lần thứ ba để đề nghị dự luật này vào tháng 11 năm 1704 cũng bị cản trở.
Các thành viên của đăng Whigs ủng hộ việc tham gia vào Chiến tranh Kế vị Tây Ban Nha và họ thậm chí còn nắm nhiều ảnh hưởng hơn trong triều đình kể cả khi Công tước Marlborough giành được một chiến thắng ở trận Blenheim năm 1704. Nhiều người trong Đảng Tory, phản đối một cuộc chiến chống lại nước Pháp, đã bị cách chức. Godolphin, Marlborough, và Harley, người đã thay thế Nottingham ở vị trí Ngoại trưởng cục Bắc, hình thành thế chân vạc. Họ bị buộc phải dựa nhiều hơn vào sự hỗ trợ từ các thành viên đăng Whigs, và đặc biệt là từ Lords Somers, Halifax, Orford, Wharton và Sunderland - những người Nữ vương không ưa. Sarah, công nương Marlborough, không ngừng thuyết phuc Nữ vương bổ nhiệm nhiều thành viên đăng Whigs và giảm bớt thế lực của Đảng Tory, mà bà coi là có nhiều người thuộc phe Jacobites, và Nữ vương ngày càng bất mãn với cô ấy.
.

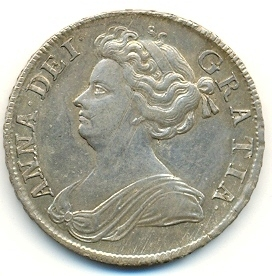
Đồng xu nửa vương miện của Nữ vương Anne, năm 1708. Dòng chữ ghi bằng tiếng Latin: ANNA DEI gratia

Năm 1706, Godolphin và Marlboroughs buộc Anne bổ nhiệm Lãnh chúa Sunderland, một thành viên của đăng Whigs và là con rể của Marlboroughs, làm Ngoại trưởng Cục Nam. Hành động này tuy củng cố vị trí của Bộ trưởng trong Quốc hội, nhưng cũng khiến cho ông ta mất đi sự tín nhiệm của Nữ vương. Anne ngày càng bất mãn với Godolphin và người bạn thân trước đây của bà, công nương Marlboroughs, nhất là từ việc hỗ trợ Sunderland và ứng cử viên đăng Whigs khác cho các vị trí đang bị thiếu trong Nghị viện và Nhà thờ. Nữ vương tìm cách liên hệ với Harley, người đã bất mãn với Marlborough và Godolphin. Bà cũng trở nên tín nhiệm Abigail, người hầu phòng mới, và mối quan hệ của bà với công nương Sarah trở nên xấu đi. Abigail có mối quan hệ với cả Harley và công nương, nhưng về mặt chính trị thì bà nghiêng về Harley, nên thường đóng vai trò trung gian giữa ông ta và Nữ vương.
Các bộ trong nội các diễn ra một sự tranh chấp vào ngày 8 tháng 2 năm 1708, khi Godolphin và Marlboroughs đề nghị Nữ vương đã phải sa thải Harley là họ sẽ rời khỏi Nghị viện. Khi Nữ vương có vẻ ngần ngại, Marlborough và Godolphin từ chối tham dự một cuộc họp nội các. Harley cố gắng để lãnh đạo Nghị viện mà không có hai người kia, nhưng một số thành viên chủ chốt trong đó có công tước của Somerset từ chối tham gia bất kì một cuộc họp nào cho đến khi Godolphin và Marlboroughs trở về. Cuối cùng, Nữ vương buộc phải sa thải Harley.
Tháng sau, người em cùng cha khác mẹ của Anne là James Francis Edward Stuart, tìm cách đưa quân đổ bộ vào Scotland với sự hỗ trợ của nước Pháp hòng giành lại ngôi vua. Anne đã phủ quyết Dự luật dân quân Scotland năm 1708 vì lo ngại các lực lượng dân quân Scotland không trung thành với hoàng gia và đi theo những người Jacobites. Bà cũng là nguyên thủ của Anh cuối cùng tuyên bố phủ quyết một dự luật của Quốc hội cho đến ngày hôm nay, mặc dù quyết định này không được phán xét đúng sai vào thời điểm đo. Các hạm đội của Jacobites và quân Pháp không thể đổ bộ lên đảo Anh được và bị đuổi bởi tàu chỉ huy của Sir George Byng. Sau sự kiện này, thế lực của Đảng Tory giảm sút và đảng Whigs đã có thể bảo đảm một chiến thắng trong cuộc bầu cử năm 1708.
Công nương Marlborough đã rất giận dữ khi Abigail chuyển sang cung điện Kensington Palace, nơi mà Sarah coi là của riêng bà, mặc dù cô rất hiếm khi tới đó. Tháng 7 năm 1708, Sarah đã đến triều đình mang theo một bài thơ được viết bởi một thành viên Whig, có lẽ là Arthur Maynwaring, với nội dung tố cáo mối quan hệ đồng tính nữ giữa Anne và Abigail. Công nương viết một bức thư cho Nữ vương nói rằng bà đã bị làm tổn hại đến danh tiếng của mình bằng việc thụ thai "một niềm đam mê lớn đối với một người phụ nữ như vậy... lạ lùng và vô trách nhiệm". Sarah cho rằng Abigail đã hớt tay trên trong việc lấy lòng Nữ vương, viết rằng:"Tôi không bao giờ nghĩ rằng những việc làm như vậy của Người là phù hợp cho một Nữ vương vĩ đại. Nhiều người thích sự hài hước của người hầu gái đó và đã rất tốt với cô ta, nhưng thật là lạ lùng khi có những quan hệ riêng tư với người đó và đưa họ thay cho vị trí của một người bạn thân". Trong khi một số sử gia hiện đại kết luận rằng rất có thể Anne là một người đồng tính nữ, nhưng cũng có nhiều ý kiến phản đối. Theo ý kiến của người viết tiểu sử Anne, bà được nhận xét rằng chỉ xem Abigail như một người hầu đáng tin cậy. Tác giả cho rằng Anne là một người phụ nữ sống theo truyền thống, rất chung thủy và giúp đỡ rất nhiều cho phu quân.
Tại buổi lễ tạ ơn cho sau chiến thắng ở trận Oudenarde, Anne đã không đeo những đồ trang sức mà Sarah đã chọn cho bà. Ngay tại cửa Nhà thờ St Paul, hai người đã tranh cãi quyết liệt, đỉnh điểm là việc Sarah xúc phạm Nữ vương khi yêu cầu Nữ vương để cho mình yên. Anne trở nên suy sụp về tinh thần và rất thất vọng về công nương. Khi Sarah chuyển một lá thư có nội dung không liên quan từ chồng bà đến cho Anne, bao gồm lời ghi chú tiếp tục tranh luận, Anne đã đáp lại thẳng thừng: "Sau những mệnh lệnh mà công nương đưa cho ta đã cho ta vào ngày tạ ơn mà ta không đáp lại, ta thấy không cần thiết phải rắc rối với công nương bằng những dòng này, nhưng để đáp lại thư của ngài công tước Marlborough có thể an toàn đến tay của công nương, và cho cùng một lý do không thể nói ra, cũng không phải của công nương mà kèm theo nó"..

### Cái chết của Vương phu George

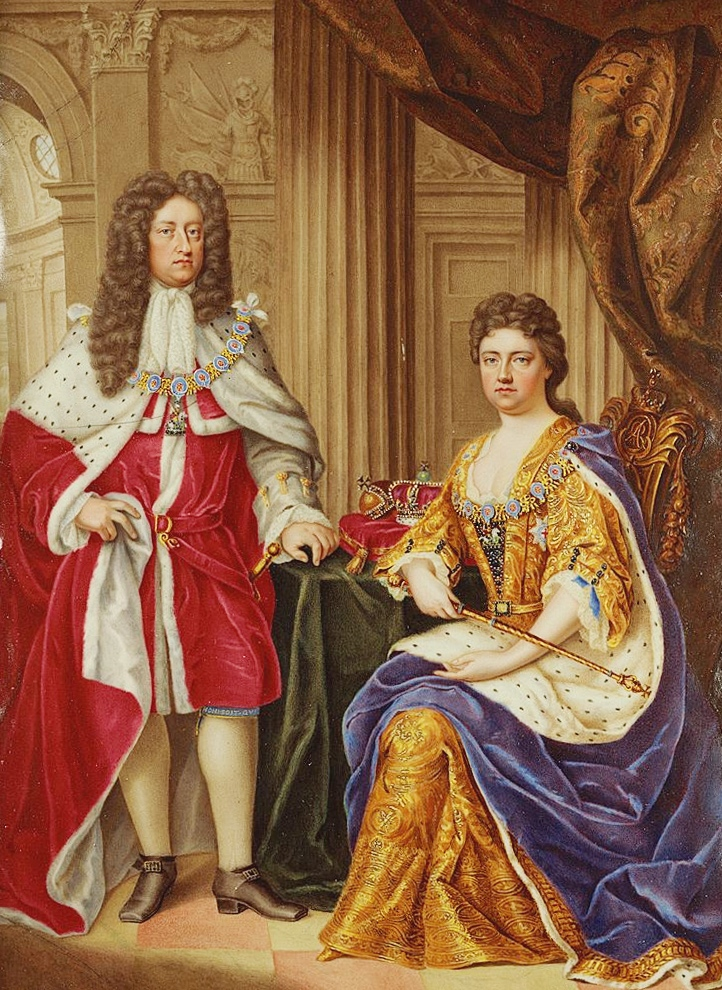
Anne với chồng, Vương tử Jørgen của Đan Mạch, được vẽ bởi Charles Boit, 1706

Anne trở nên đau khổ bởi cái chết của phu quân, Vương phu George vào tháng 10 năm 1708, sự kiện này là một bước ngoặt lớn cho tình bạn của Anne và Sarah. Công nương đến Cung điện Kensington ngay trước khi Jørgen qua đời, và sau khi ông chết, Nữ vương rời khỏi cung điện để đến Cung điện St James trái với ý muốn của công nương. Anne phẫn nộ trước hành động của Sarah, trong đó có cả việc bà ta lấy đi một bức tranh vẽ George trong phòng ngủ của Nữ vương và từ chối trả lại với lý do:"tránh cho Nữ vương khỏi đau buồn khi nhìn thấy những gì liên quan tới người thân yêu đã quá cố".
Các thành viên đảng Whig lợi dụng cái chết của George để mưu lợi cho riêng mình. Sự lãnh đạo của Đô đốc hải quân không được tán thành từ giới lãnh đạo Whig, những người đã đổi lỗi cho hoàng thân George và phó của ông, George Churchill (anh trai của John Churchill) về sự lãnh đạo quá yếu kém đối với lực lượng hải quân. Với việc đăng Whig đang chiếm thế thượng phong tại Nghị viện, và Nữ vương đang quẫn trí vì cái chết của phu quân, họ buộc bà phải chấp nhận sự lãnh đạo phe đảng Lords Somers và Wharton đối với nội các. Tuy nhiên, Nữ vương nhấn mạnh rằng bản thân bà sẽ đảm nhận chức Đô đốc hải quân, mà không cần bổ nhiệm bất kì một thành viên nào khác trong chính phủ để thay vào vị trí của George. Không chịu bỏ cuộc, giới lãnh đạo Whig họp kín với nhau và mời Bá tước xứ Orford, một thành viên khác trong phe đảng và rất tích cực chống đối George, vào vị trí Đô đốc hải quân thứ nhất. Anne quyết định giao chức vụ lãnh đạo Hải quân cho Bá tước Pembroke, vào ngày 29 tháng 11 năm 1708. Áp lực từ phe Whig đè nặng lên Nữ vương, Pembroke và Godolphin, và Pembroke phải từ chức chỉ sau chưa đầy một năm lãnh đạo. Vào tháng 10 năm 1709, Anne chấp nhận cho Orford kiểm soát hải quân với chức vụ Đô đốc thứ nhất.
Sarah tiếp tục trách móc Anne vì mối quan hệ của bà với Abigail. Vào tháng 10 năm 1709, Anne đã viết thư cho Công tước Marlborough yêu cầu ông bảo vợ mình "nhưng ngay việc trêu chọc và hành hạ ta và cư xử một cách đàng hoàng theo đúng nghi lễ với cả bạn bè và Nữ vương của bà ta". Vào ngày thứ năm trước lễ Phục sinh, 6 tháng 4 năm 1710, Anne và Sarah gặp nhau lần cuối cùng. Theo bà công nương, Nữ vương tỏ ra lầm lì và câu nệ nghi lễ, liên tục lặp đi lặp lại câu nói: "Dù bà có nói rằng bà chép lại việc này trên giấy tờ" hoặc "Bà nói bà muốn có câu trả lời, ta sẽ cho bà chữ không", và hơn thế nữa.

### Chiến tranh kế vị Tây Ban Nha
Khi Chiến tranh kế vị Tây Ban Nha nổ ra, nước Anh đã tiêu tốn vào cuộc chiến khá nhiều nhân lực và vật lực, vì thế không được số đông quần chúng tán thành, uy tín của đảng Whig do đó suy giảm theo. Vào lúc đó, xuất hiện lời buộc tội của Henry Sacheverell, một thành viên chủ chốt trong Giáo hội đứng về phe Đảng Tory, vào đảng Whig, khiến cho quần chúng càng trở nên bất mãn. Anne cho rằng Sacheverell phải bị trừng phạt vì tỏ ý thắc mắc về "Cách mạng Vinh quang", nhưng hình phạt không nên nặng nề quá vì sợ dư luận nổi lên phản đối. Tại Luân Đôn, một cuộc bạo động nổ ra nhằm hỗ trợ cho Sacheverell, và lực lượng quân đội không đủ để dập tắt cuộc nổi dậy. Ngoại trưởng Sunderland miễn cưỡng dùng tới lực lượng vệ binh riêng của Nữ vương để tham chiến, khiến sự bảo vệ dành cho bà khá lỏng lẻo. Anne tuyên bố rằng Chúa Trời sẽ bảo vệ mình và ra lệnh cho Sunderland bố trí quân đội. Theo như ý muốn của Nữ vương, Sacheverell bị kết tội, nhưng hình phạt dành cho ông ta chỉ là bị cấm thuyết giáo 3 năm, quá nhẹ cho một hành vi mang tính nhạo báng hoàng gia.

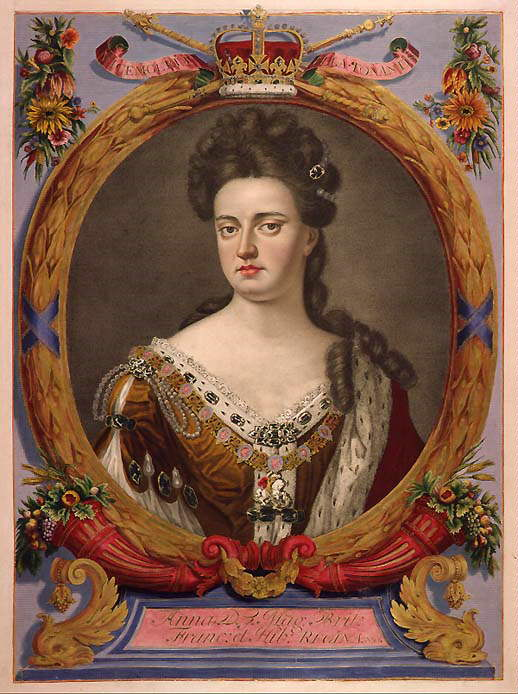
Bức chạm khắc chân dung của Anne từ một tờ giấy vẽ được ủy quyền bởi August II của Ba Lan, 1706 - 1710

Trong khi đó Nữ vương ngày càng mất niềm tin đối với Marlboroughs và chính phủ hiện tại, nên đã tìm cơ hội để cách chức Sunderland vào tháng 6 năm 1710, tiếp đó là Godolphin vào tháng 8 năm đó. Các thành viên đảng Whig lần lượt bị thất sủng mặc dù khi đó Marlborough vẫn nắm quyền lực cao nhất trong quân đội. Bà bổ nhiệm một nội các mới, đứng đầu là Harley, và bắt đầu đàm phán với nước Pháp. Trái với những chính sách của đảng Whig, Harley và nội các của ông sẵn sàng thương lượng khi chấp thuận cho Philip của Anjou thuộc dòng họ Bourbon làm vua của Tây Ban Nha, bù lại là đòi một số quyền lợi về kinh tế. Trong cuộc bầu cử quốc hội rằng ngay sau đó, Harley, đang nhận được sự tín nhiệm từ hoàng gia, đã giúp cho đảng Tory có một chiến thắng lớn. Qua lời khuyên của Harley, Nữ vương trở nên cứng rắn hơn với Sarah. Tháng 1 năm 1711, Anne buộc Sarah phải từ bỏ Chìa khóa Vàng (biểu tượng vị trí Chưởng khố Cơ mật viện mà bà giữ) trong vòng hai ngày, cảnh báo rằng "Ta sẽ không nói chuyện gì khác cho đến khi ta có chiếc chìa khóa." Sarah đành chấp nhận và các vị trí của bà rơi vào tay Abigail Masham và Công nương Somerset. Harley bị một người Pháp, Marquis de Guiscard, ám sát vào tháng 3, Anne khóc lóc rất nhiều vì cho rằng ông ta sẽ không thể qua khỏi, nhưng sau đó Harley dần hồi phục. Cái chết của Godolphin do bệnh tật vào tháng 9 năm 1712 không làm Anne khóc nhiều, bà còn trách mắng nặng nề công tước Marlboroughs.
Anh cả của Quận công Karl là hoàng đế Joseph qua đời vào tháng 4 năm 1711. Một dự thảo về hòa ước trình lên Nữ vương đã không hợp với ý kiến của đảng Whigs, những người muốn kiềm chế tham vọng của dòng họ Bourbon. Tại Thượng viện, nơi mà đảng Tory chiếm đa số và nắm thế thượng phong, các thành viên đảng Whig dựa vào sự hỗ trợ của Bá tước xứ Nottingham nhằm chống lại Hiệp ước, và hứa sẽ ủng hộ Dự luật Occasional Conformity của ông ta. Nhận thấy rằng mình cần có những hành động cụ thể để dẹp đi sự chia rẽ trong Thượng viện, Anne miễn cưỡng phong hàm cho 12 Huân tước mới. Chồng của Abigail, Samuel Masham, được phong làm Nam tước, mặc dù bà từng quả quyết với Harley rằng bà "không bao giờ có bất kỳ dự định nào để tạo ra một quý bà tuyệt vời [Abigail], và phải mất một người phục vụ hữu ích". Trong cùng ngày hôm đó (29 tháng 12, Marlborough đã cách chức chỉ huy quân đội. Anne gửi thư cho công tước, viết rằng:"Ta lấy làm tiếc cho thanh danh của ngài rằng các lý do đã trở nên công khai tới mức ta cần thiết phải cho ngài biết rằng ngài đã khiến mình không còn phù hợp để tiếp tục phục vụ ta thêm nữa". Một hòa ước đã được phê chuẩn, nước Anh công nhận Philip là vua của Tây Ban Nha và chấm dứt cuộc chiến tranh.
Theo Hiệp ước Utrecht, Nhà vua Louis XIV của Pháp công nhận quyền kế vị của nhà Hannover tại nước Anh. Tuy nhiên, có tin đồn rằng Anne và một số thành viên trong nghị viện mong muốn rằng người kế vị là James Francis Edward Stuart chứ không phải là Sophia Hannover, mặc dù Nữ vương chối bỏ chuyện đó ở nơi công cộng và trong tư gia của mình. Tin đồn này được phát tán từ viện Nữ vương từ chối cho bất kì thành viên nào của gia tộc Hannover đến thăm hoặc chuyển tới nước Anh. Đó cũng là mưu đồ của Harley và Thư ký đảng Tory, Bolingbroke, người đã có cuộc thảo luận bí mật với James cho một âm mưu khôi phục sự cai trị của nhà Stuart cho đến đầu năm 1714.

### Qua đời
Anne đã bị bệnh và không thể đi lại trong khoảng thời gian từ tháng 1 đến tháng 7 năm 1713. Vào ngày Giáng sinh, bà bị bất tỉnh và nằm liệt giường trong nhiều giờ, dẫn đến những tin đồn rằng Nữ vương không còn sống được bao lâu. Bà đã dần hồi phục nhưng lại ốm nặng một lần nữa vào tháng 3 năm 1714. Vào tháng 7, Anne không còn tin tưởng vào Harley, thư ký của ông ghi nhận rằng Anne nói với nội các "ông ta đã bỏ qua tất cả các nhiệm vụ, hiếm khi tỏ ra hiểu biết, khi ông ta tự thanh minh cho chính mình, thì ta không tin những gì ông ta nói là sự thật, ông ta cũng không bao giờ đến gặp ta sau khi được bổ nhiệm, ông ta thường say rượu, và cuối cùng là ông ta cư xử với ta như đối với một người bệnh, thiếu đúng đắn và tôn trọng". Ngày 27 tháng 7 năm 1714, giữa kì nghỉ mùa hè, Nữ vương trục xuất Harley khỏi chức vụ của ông ta. Mặc dù sức khỏe không đảm bảo, điều mà các bác sĩ của bà cho rằng nguyên nhân là do sự căng thẳng thường xuyên về những chính sự trong nước, nhưng Nữ vương đã tham gia hai cuộc họp nội các vào đêm tối nhưng vẫn chưa xác định người kế nhiệm Harley. Một cuộc họp thứ ba đã bị hủy bỏ khi bà trở nên quá yếu ớt và không thể tham dự. Bà bị cấm khẩu sau một cơn đột quỵ vào ngày 30 tháng 7 năm 1714, cũng là ngày giỗ của hoàng tử Gloucester, và theo lời khuyên của Hội đồng Cơ mật trao nhân viên của quỹ văn phòng để Whig quý tộc Charles Talbot, Đệ Nhất Công tước xứ Shrewsbury. Bà qua đời vào khoảng 7 giờ 30 phút sáng ngày 1 tháng 8 năm 1714. John Arbuthnot, một trong những bác sĩ của Nữ vương, nghĩ rằng cái chết của bà là một sự giải thoát cho một cuộc đời yếu ớt và bi kịch, ông viết cho Jonathan Swift: "Tôi tin rằng giấc ngủ là không bao giờ chào đón nhiều hơn để một du khách mệt mỏi hơn cả cái chết là để cô ấy."
Anne đã được chôn cất bên cạnh chồng và các con trong nhà thờ Henry VII tại gian phía nam của tu viện Westminster vào ngày 24 tháng 8. Nữ tuyển hầu tước Sophia đã qua đời vào ngày 28 tháng 5, hai tháng trước cái chết của Anne; vì vậy con trai của bà ta, George, Tuyển hầu tước xứ Hanover, được kế thừa ngai vàng ở Anh theo đạo luật Kế vị năm 1701. Một thành viên khác trong hoàng tộc là James Francis Edward Stuart, em trai cùng cha khác mẹ của Anne, không được hưởng quyển thừa kế. Ngày lên ngôi của Tuyển hầu tước chứng kiến hai sự kiện lớn: Cuộc tấn công của những người Jacobite vào năm 1715; và Marlborough được tái bổ nhiệm. Từ đó, Đảng Tory lại mất quyền kiểm soát Thượng viện vào tay đảng Whig.

## Di sản

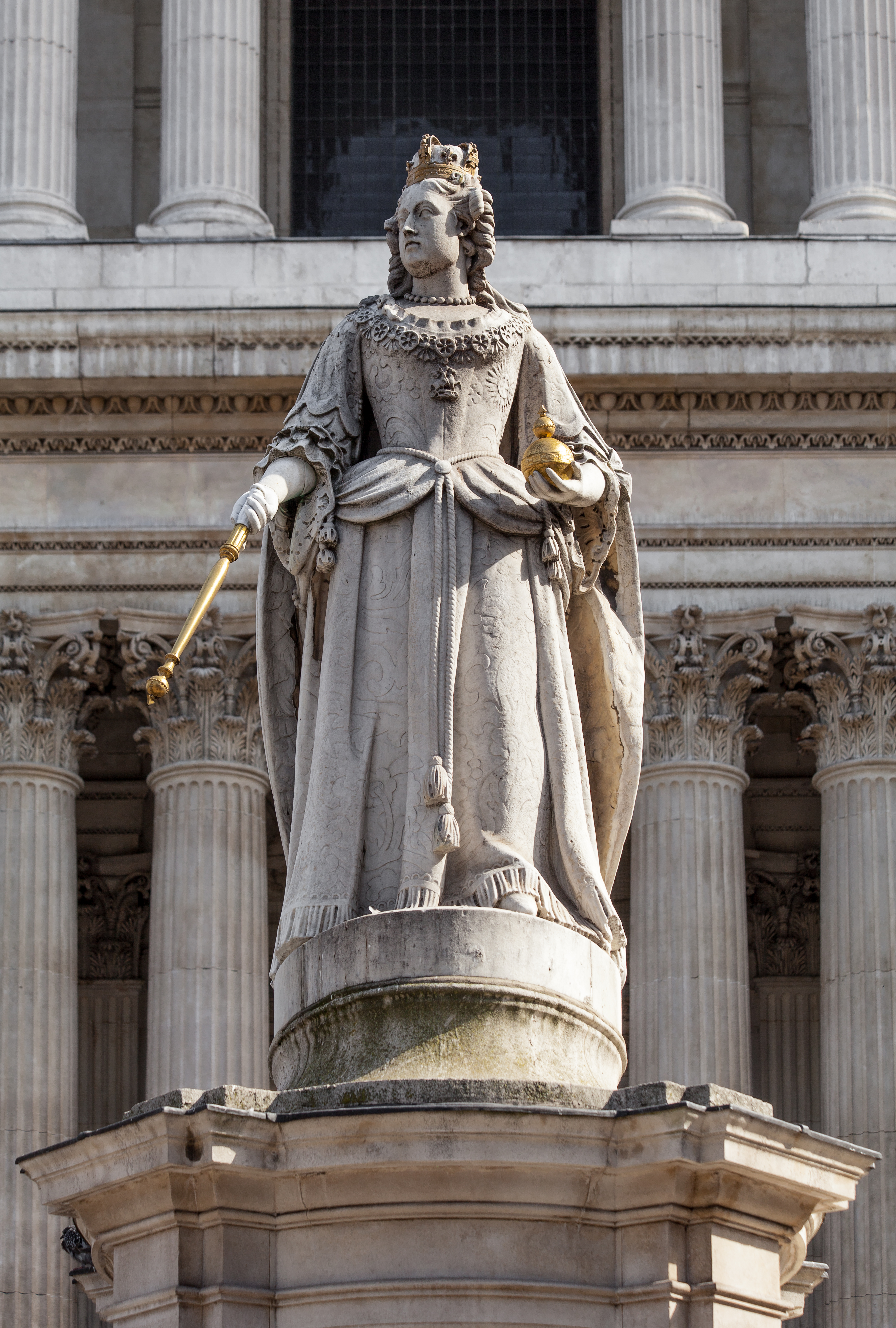
Tượng Anne trước Nhà thờ St Paul, Luân Đôn. Một đối thủ chính trị của đảng Tory đã ghi lại rằng: "Bức tượng miêu tả bà với cái mông cô hướng đến nhà thờ, dòm thật lâu vào một tiệm rượu

Công nương Marlborough đã tỏ ra "xem thường quá mức" đối với Anne khi viết trong hồi ký của bà, và hồi ký này đã thuyết phục được nhiều người viết sử, họ cho Anne là"một phụ nữ yếu đuối, lưỡng lự khi bị đứng giữa các cuộc tranh cãi trong tư phòng và quyết định chính sách quan trọng chỉ dựa vào tính cách". Sarah viết về Anne như sau
Bà ấy chắc chắn có ý định tốt và không phải là một kẻ ngốc, nhưng không ai có thể khẳng định rằng bà là người khôn ngoan, và cũng không là mẫu người thú vị trong cuộc trò chuyện. Bà đã không biết gì về tất cả mọi thứ nếu không có những gì các cha xứ đã dạy bà khi còn trẻ... Rất thiếu hiểu biết, rất đáng sợ, với óc phán đoán hạn chế, sẽ rất dễ dàng thấy được rằng bà ấy có thể có ý tốt, được vây quanh với rất nhiều người xảo quyệt, và cuối cùng làm theo lời của họ rồi mất danh dự của chính mình.
Theo ý kiến của các nhà sử học theo quan điểm truyền thống, đánh giá Anne như một người béo, không ngừng mang thai, chịu ảnh hưởng của những sở thích cá nhân, và thiếu sự sắc sảo về chính trị hoặc minh chứng thuyết chủ trương về tính ưu việt của nam giới so với nữ giới. Tác giả David Green ghi nhận, "bà được thuật lại là không, như đã từ được coi như là đúng, một chính quyền mà nữ giới nắm ưu thế. Bá có sức mạnh đáng kể;. nhưng thời gian và thời gian một lần nữa và đã phải đầu hàng ". Giáo sư Edward Gregg kết luận rằng Anne đã thường xuyên bị giật dây từ phía sau, mặc dù, bà là một người phụ nữ đứng trên địa vị thống trị. Và thường bận tâm về sức khỏe của mình, triều đại của bà đã được đánh dấu bởi sự gia tăng ảnh hưởng của Nghị viện và sự suy giảm quyền lực của hoàng gia. Bà đã tham dự cuộc họp nội các nhiều hơn bất kỳ người tiền nhiệm hoặc người thừa kế của bà, và lãnh đạo trong một thời kì mà tiến bộ nghệ thuật, văn hóa, kinh tế và chính trị có thể đã được đạt được nhờ vào sự ổn định và thịnh vượng của triều đại bà. Trên lĩnh vực kiến trúc, Sir John Vanbrugh xây dựng cung điện Blenheim và lâu đài Howard. Những nhà văn như Daniel Defoe, Alexander Pope và Jonathan Swift nổi danh nhanh chóng. Henry Wise xây dựng những khu vườn mới tại Blenheim, Kensington, Windsor và St James. Sự liên hợp giữa Anh và Scotland, mà Anne đã nhiệt thành ủng hộ, tạo cho châu Âu khu vực thương mại tự do lớn nhất. Các thành tựu chính trị và ngoại giao của chính quyền Anne, và sự việc không có một cuộc xung đột nào giữa các quốc vương lập hiến và quốc hội trong suốt triều đại của bà, cho thấy rằng cô đã bổ nhiệm chính phủ và thực hiện đặc quyền của mình một cách khôn ngoan.

## Danh hiệu, huy hiệu

### Danh hiệu
- 6 tháng 2 năm 1665 – 28 tháng 7 năm 1683: Her Highness Đức nữ Anne[206]
- 28 tháng 7 năm 1683 – 8 tháng 3 năm 1702: Her Royal Highness Vương tức Anne của Đan Mạch[207]
- 8 tháng 3 năm 1702 – 1 tháng 8 năm 1714: Her Majesty Nữ vương

Danh hiệu chính thức của Anne trước năm 1707 là: "Anne, bởi Ân điển của chúa, Nữ vương của Anh, Scotland, Pháp và Ireland, Người Bảo vệ Đức tin, vv."
Sau đạo luật Liên minh, Danh hiệu của bà đổi thành: "Anne, bởi Ân điển của chúa, Nữ vương của Liên hiệp Anh, Pháp và Ireland, Người Bảo vệ Đức tin,vv." Trong thời kì giữa năm 1340 và 1800, Anne cũng như các vị quân vương Anh trước và sau bà, đều tuyên bố chủ quyền đối với ngai vàng Pháp, nhưng không bao giờ họ thực sự cai trị nước Pháp.

### Huy hiệu
| Huy hiệu Công nương của Đan Mạch | Huy hiệu Nữ vương của Anh từ 1702 đến 1707 | Huy hiệu Nữ vương của Liên hiệp Anh từ 1707 - 1714 |

## Con cái
| Tên                             | Ngày sinh                                       | Ngày mất                                          | An táng                                   | Ghi chú |
| ------------------------------- | ----------------------------------------------- | ------------------------------------------------- | ----------------------------------------- | --- |
| Người con gái chết non          | 12 tháng 5 năm 1684 Luân Đôn                    | 12 tháng 5 năm 1684 Luân Đôn                      | 13 tháng 5 năm 1684 Tu viện Westminster   | |
| Mary                            | 2 tháng 6 năm 1685 Cung điện Whitehall          | 8 tháng 2 năm 1687 Lâu đài Windsor                | 10 tháng 2 năm 1687, Tu viện Westminster  | Được rửa tội ngày 2 tháng 6 năm 1685 bởi giám mục thành London; được xưng tụng là "Lady Mary". Chết vì bệnh đậu mùa. Mary, Anne Sophia (em gái của Mary), và cả cha họ đều bị nhiễm bệnh này tại lâu đài Windsor đầu năm 1687. |
| Anne Sophia                     | 12 tháng 5 năm 1686 Lâu đài Windsor             | 2 tháng 2 năm 1687 Lâu đài Windsor hoặc Whitehall | 4 tháng 2 năm 1687, Tu viện Westminster   | Được rửa tội bởi Giám mục Durham, và Lady Churchill là một trong những người mẹ đỡ đầu danh hiệu "Lady Anne Sophia". |
| Sẩy thai                        | 21 tháng 1 năm 1687                             | 21 tháng 1 năm 1687                               |                                           | |
| Chết non                        | 22 tháng 10 năm 1687 Whitehall                  | 22 tháng 10 năm 1687 Whitehall                    | 22 tháng 10 năm 1687, Tu viện Westminster | Anne sinh non ở tháng thứ 7, nhưng đứa trẻ đã chết trong bụng mẹ một tháng trước đó. |
| Sẩy thai                        | 16 tháng 4 năm 1688                             | 16 tháng 4 năm 1688                               |                                           | |
| Wiliam, Công tước xứ Gloucester | 24 tháng 7 năm 1689 Cung điện Hoàng gia Hampton | 30 tháng 7 năm 1700 Lâu đài Windsor               | 9 tháng 8 năm 1700, Tu viện Westminster   | |
| Mary                            | 14 tháng 10 năm 1690 Cung điện St James         | 14 tháng 10 năm 1690 Cung điện St James           | 14 tháng 10 năm 1690, Tu viện Westminster | Mary sinh non ở tháng thứ 7, và chỉ sống được 2 giờS. |
| George                          | 17 tháng 4 năm 1692 Syon House                  | 17 tháng 4 năm 1692 Syon House                    | 18 tháng 4 năm 1692, Tu viện Westminster  | Cậu bé chỉ sống được một vài phút, nhưng vẫn đủ lâu để được rửa tội; danh xưng "Lord George". |
| Con gái chết non                | 23 tháng 3 năm 1693 Berkeley House              | 23 tháng 3 năm 1693 Berkeley House                | 24 tháng 3 năm 1693, Tu viện Westminster  | |
| Sẩy thai                        | 21 tháng 1 năm 1694                             | 21 tháng 1 năm 1694                               |                                           | Sử gia hiện đại Edward Gregg và Alison Weir không đồng tình về giới tính nam của đứa trẻ này, hoặc có thể là con gái Người viết sử đương đại Narcissus Luttrell chỉ viết rằng Anne "sinh ra một đứa trẻ đã chết". |
| Con gái, sẩy thai               | 17 hoặc 18 tháng 2 năm 1696                     | 17 hoặc 18 tháng 2 năm 1696                       |                                           | |
| Sẩy thai                        | 20 tháng 9 năm 1696                             | 20 tháng 9 năm 1696                               |                                           | Luttrell nói rằng Anne "sẩy thai một đứa con trai". Dr Nathaniel Johnson nói với Theophilus Hastings, Bá tước thứ 7 của Huntingdon, trong một lá thư ngày 24 tháng 10 năm 1696, "Her Royal Highness sẩy thai song sinh, lúc đó thai lớn được 7 tháng tuổi', còn bào thai còn lại chỉ 3 tháng, hoặc 2. Khi các bác sĩ và hộ sinh của bà nói: Một đứa bé chào đời một ngày sau một đứa bé khác." Nếu đúng, bào thai sinh sau có thể là blighted twin hoặc fetus papyraceus. |
| Sẩy thai                        | 25 tháng 3 năm 1697                             | 25 tháng 3 năm 1697                               |                                           | |
| Sẩy thai                        | Đầu tháng 12 năm 1697                           | Đầu tháng 12 năm 1697                             |                                           | Theo như Saunière de L'Hermitage, một người Hà Lan trú ngụ ở Luân Đôn, Anne sẩy thai song sinh, hai đứa bé còn quá non để biết được giới tính". Một số nguồn khác cho rằng Anne đã sinh ra một người con trai chết non hoặc "Hai người con trai, ít nhất đến mức được công nhận". |
| Con trai chết non               | 15 tháng 9 năm 1698 Windsor Castle              | 15 tháng 9 năm 1698 Windsor Castle                | Nhà thờ St George, Lâu đài Windsor        | James Vernon viết cho Charles Talbot, Công tước thứ nhất của Shrewsbury, rằng bác sĩ của Anne xác định rằng: "đứa trẻ đã chết trước đó 8 đến 10 ngày". |
| Con trai chết non               | 24 tháng 2 năm 1700 St James                    | 24 tháng 2 năm 1700 St James                      | Tu viện Westminster                       | Các tài liệu hiện đại cho rằng Anne sinh non ở giữa tháng thứ 7, nhưng thai nhi đã chết trước đó 1 tháng |

## Tổ tiên
| \| \| \| \| \| \| \| \| \| \| \| \| \| \| \| \| \| \| \| \| 16. Henry Stuart, Lorl Darley \| \| \| \| \| \| \| \| \| \| \| \| \| \| \| \| \| \| \| \| \| \| \| \| \| \| \| \| \| \| \| \| \| \| \| \| \| \| \| \| \| \| \| \| \| \| \| \| \| \| \| \| \| \| 8. James VI của Scotland và I của Anh \| \| \| \| \| \| \| \| \| \| \| \| \| \| \| \| \| \| \| \| \| \| \| \| \| \| \| \| \| \| \| \| \| \| \| \| \| \| \| \| \| \| \| \| \| \| \| \| \| \| \| \| \| \| 17. Mary I của Scotland \| \| \| \| \| \| \| \| \| \| \| \| \| \| \| \| \| \| \| \| \| \| \| \| \| \| \| \| \| \| \| \| \| \| \| \| \| \| \| \| \| \| \| \| \| \| \| \| \| \| \| \| \| \| 4. Charles I của Anh \| \| \| \| \| \| \| \| \| \| \| \| \| \| \| \| \| \| \| \| \| \| \| \| \| \| \| \| \| \| \| \| \| \| \| \| \| \| \| \| \| \| \| \| \| \| \| \| \| \| \| \| \| \| 18. Frederick II của Denmark \| \| \| \| \| \| \| \| \| \| \| \| \| \| \| \| \| \| \| \| \| \| \| \| \| \| \| \| \| \| \| \| \| \| \| \| \| \| \| \| \| \| \| \| \| \| \| \| \| \| \| \| \| \| 9. Anne của Đan Mạch \| \| \| \| \| \| \| \| \| \| \| \| \| \| \| \| \| \| \| \| \| \| \| \| \| \| \| \| \| \| \| \| \| \| \| \| \| \| \| \| \| \| \| \| \| \| \| \| \| \| \| \| \| \| 19. Sophie của Mecklenburg-Güstrow \| \| \| \| \| \| \| \| \| \| \| \| \| \| \| \| \| \| \| \| \| \| \| \| \| \| \| \| \| \| \| \| \| \| \| \| \| \| \| \| \| \| \| \| \| \| \| \| \| \| \| \| \| \| 2. James II của Anh và VII của Scotland \| \| \| \| \| \| \| \| \| \| \| \| \| \| \| \| \| \| \| \| \| \| \| \| \| \| \| \| \| \| \| \| \| \| \| \| \| \| \| \| \| \| \| \| \| \| \| \| \| \| \| \| \| \| 20. Antoine de Bourbon, Công tước của Vendôme \| \| \| \| \| \| \| \| \| \| \| \| \| \| \| \| \| \| \| \| \| \| \| \| \| \| \| \| \| \| \| \| \| \| \| \| \| \| \| \| \| \| \| \| \| \| \| \| \| \| \| \| \| \| 10. Henry IV của Pháp \| \| \| \| \| \| \| \| \| \| \| \| \| \| \| \| \| \| \| \| \| \| \| \| \| \| \| \| \| \| \| \| \| \| \| \| \| \| \| \| \| \| \| \| \| \| \| \| \| \| \| \| \| \| 21. Joan III of Navarre \| \| \| \| \| \| \| \| \| \| \| \| \| \| \| \| \| \| \| \| \| \| \| \| \| \| \| \| \| \| \| \| \| \| \| \| \| \| \| \| \| \| \| \| \| \| \| \| \| \| \| \| \| \| 5. Henrietta Maria của Pháp \| \| \| \| \| \| \| \| \| \| \| \| \| \| \| \| \| \| \| \| \| \| \| \| \| \| \| \| \| \| \| \| \| \| \| \| \| \| \| \| \| \| \| \| \| \| \| \| \| \| \| \| \| \| 22. Francesco I de' Medici \| \| \| \| \| \| \| \| \| \| \| \| \| \| \| \| \| \| \| \| \| \| \| \| \| \| \| \| \| \| \| \| \| \| \| \| \| \| \| \| \| \| \| \| \| \| \| \| \| \| \| \| \| \| 11. Marie de' Medici \| \| \| \| \| \| \| \| \| \| \| \| \| \| \| \| \| \| \| \| \| \| \| \| \| \| \| \| \| \| \| \| \| \| \| \| \| \| \| \| \| \| \| \| \| \| \| \| \| \| \| \| \| \| 23. Joanna of Austria \| \| \| \| \| \| \| \| \| \| \| \| \| \| \| \| \| \| \| \| \| \| \| \| \| \| \| \| \| \| \| \| \| \| \| \| \| \| \| \| \| \| \| \| \| \| \| \| \| \| \| \| \| \| 1. Anne của Liên Hiệp Anh \| \| \| \| \| \| \| \| \| \| \| \| \| \| \| \| \| \| \| \| \| \| \| \| \| \| \| \| \| \| \| \| \| \| \| \| \| \| \| \| \| \| \| \| \| \| \| \| \| \| \| \| \| \| 24. Laurence Hyde[248] \| \| \| \| \| \| \| \| \| \| \| \| \| \| \| \| \| \| \| \| \| \| \| \| \| \| \| \| \| \| \| \| \| \| \| \| \| \| \| \| \| \| \| \| \| \| \| \| \| \| \| \| \| \| 12. Henry Hyde \| \| \| \| \| \| \| \| \| \| \| \| \| \| \| \| \| \| \| \| \| \| \| \| \| \| \| \| \| \| \| \| \| \| \| \| \| \| \| \| \| \| \| \| \| \| \| \| \| \| \| \| \| \| 25. Anne Sibell[248] \| \| \| \| \| \| \| \| \| \| \| \| \| \| \| \| \| \| \| \| \| \| \| \| \| \| \| \| \| \| \| \| \| \| \| \| \| \| \| \| \| \| \| \| \| \| \| \| \| \| \| \| \| \| 6. Edward Hyde, Bá tước thứ nhất của Clarendon \| \| \| \| \| \| \| \| \| \| \| \| \| \| \| \| \| \| \| \| \| \| \| \| \| \| \| \| \| \| \| \| \| \| \| \| \| \| \| \| \| \| \| \| \| \| \| \| \| \| \| \| \| \| 26. Edward Langford[248] \| \| \| \| \| \| \| \| \| \| \| \| \| \| \| \| \| \| \| \| \| \| \| \| \| \| \| \| \| \| \| \| \| \| \| \| \| \| \| \| \| \| \| \| \| \| \| \| \| \| \| \| \| \| 13. Mary Langford \| \| \| \| \| \| \| \| \| \| \| \| \| \| \| \| \| \| \| \| \| \| \| \| \| \| \| \| \| \| \| \| \| \| \| \| \| \| \| \| \| \| \| \| \| \| \| \| \| \| \| \| \| \| 27. Mary St Barbe[249] \| \| \| \| \| \| \| \| \| \| \| \| \| \| \| \| \| \| \| \| \| \| \| \| \| \| \| \| \| \| \| \| \| \| \| \| \| \| \| \| \| \| \| \| \| \| \| \| \| \| \| \| \| \| 3. Anne Hyde \| \| \| \| \| \| \| \| \| \| \| \| \| \| \| \| \| \| \| \| \| \| \| \| \| \| \| \| \| \| \| \| \| \| \| \| \| \| \| \| \| \| \| \| \| \| \| \| \| \| \| \| \| \| 28. William Aylesbury[248][250] \| \| \| \| \| \| \| \| \| \| \| \| \| \| \| \| \| \| \| \| \| \| \| \| \| \| \| \| \| \| \| \| \| \| \| \| \| \| \| \| \| \| \| \| \| \| \| \| \| \| \| \| \| \| 14. Sir Thomas Aylesbury, 1st Baronet \| \| \| \| \| \| \| \| \| \| \| \| \| \| \| \| \| \| \| \| \| \| \| \| \| \| \| \| \| \| \| \| \| \| \| \| \| \| \| \| \| \| \| \| \| \| \| \| \| \| \| \| \| \| 29. Anne Poole[248][250] \| \| \| \| \| \| \| \| \| \| \| \| \| \| \| \| \| \| \| \| \| \| \| \| \| \| \| \| \| \| \| \| \| \| \| \| \| \| \| \| \| \| \| \| \| \| \| \| \| \| \| \| \| \| 7. Frances Aylesbury \| \| \| \| \| \| \| \| \| \| \| \| \| \| \| \| \| \| \| \| \| \| \| \| \| \| \| \| \| \| \| \| \| \| \| \| \| \| \| \| \| \| \| \| \| \| \| \| \| \| \| \| \| \| 30. Francis Denman[248][250] \| \| \| \| \| \| \| \| \| \| \| \| \| \| \| \| \| \| \| \| \| \| \| \| \| \| \| \| \| \| \| \| \| \| \| \| \| \| \| \| \| \| \| \| \| \| \| \| \| \| \| \| \| \| 15. Anne Denman \| \| \| \| \| \| \| \| \| \| \| \| \| \| \| \| \| \| \| \| \| \| \| \| \| \| \| \| \| \| \| \| \| \| \| \| \| \| \| \| \| \| \| \| \| \| \| \| \| \| \| \| \| \| 31. Ann Blount[248] \| \| \| \| \| \| \| \| \| \| \| \| \| \| \| \| \| \| \| \| \| \| \| \| \| \| \| \| \| \| \| \| \| \| \| \| \| \| \| \| \| \| \| \| \| \| \| \| \| \| \| \| |                                                |  |  |  |  |  |  |  |  |  |  |  |  |  |  |  |
| |                                                |  |  |  |  |  |  |  |  |  |  |  |  |  |  |  |
| | 16. Henry Stuart, Lorl Darley                  |  |  |  |  |  |  |  |  |  |  |  |  |  |  |  |
| |                                                |  |  |  |  |  |  |  |  |  |  |  |  |  |  |  |
| |                                                |  |  |  |  |  |  |  |  |  |  |  |  |  |  |  |
| | 8. James VI của Scotland và I của Anh          |  |  |  |  |  |  |  |  |  |  |  |  |  |  |  |
| |                                                |  |  |  |  |  |  |  |  |  |  |  |  |  |  |  |
| |                                                |  |  |  |  |  |  |  |  |  |  |  |  |  |  |  |
| | 17. Mary I của Scotland                        |  |  |  |  |  |  |  |  |  |  |  |  |  |  |  |
| |                                                |  |  |  |  |  |  |  |  |  |  |  |  |  |  |  |
| |                                                |  |  |  |  |  |  |  |  |  |  |  |  |  |  |  |
| | 4. Charles I của Anh                           |  |  |  |  |  |  |  |  |  |  |  |  |  |  |  |
| |                                                |  |  |  |  |  |  |  |  |  |  |  |  |  |  |  |
| |                                                |  |  |  |  |  |  |  |  |  |  |  |  |  |  |  |
| | 18. Frederick II của Denmark                   |  |  |  |  |  |  |  |  |  |  |  |  |  |  |  |
| |                                                |  |  |  |  |  |  |  |  |  |  |  |  |  |  |  |
| |                                                |  |  |  |  |  |  |  |  |  |  |  |  |  |  |  |
| | 9. Anne của Đan Mạch                           |  |  |  |  |  |  |  |  |  |  |  |  |  |  |  |
| |                                                |  |  |  |  |  |  |  |  |  |  |  |  |  |  |  |
| |                                                |  |  |  |  |  |  |  |  |  |  |  |  |  |  |  |
| | 19. Sophie của Mecklenburg-Güstrow             |  |  |  |  |  |  |  |  |  |  |  |  |  |  |  |
| |                                                |  |  |  |  |  |  |  |  |  |  |  |  |  |  |  |
| |                                                |  |  |  |  |  |  |  |  |  |  |  |  |  |  |  |
| | 2. James II của Anh và VII của Scotland        |  |  |  |  |  |  |  |  |  |  |  |  |  |  |  |
| |                                                |  |  |  |  |  |  |  |  |  |  |  |  |  |  |  |
| |                                                |  |  |  |  |  |  |  |  |  |  |  |  |  |  |  |
| | 20. Antoine de Bourbon, Công tước của Vendôme  |  |  |  |  |  |  |  |  |  |  |  |  |  |  |  |
| |                                                |  |  |  |  |  |  |  |  |  |  |  |  |  |  |  |
| |                                                |  |  |  |  |  |  |  |  |  |  |  |  |  |  |  |
| | 10. Henry IV của Pháp                          |  |  |  |  |  |  |  |  |  |  |  |  |  |  |  |
| |                                                |  |  |  |  |  |  |  |  |  |  |  |  |  |  |  |
| |                                                |  |  |  |  |  |  |  |  |  |  |  |  |  |  |  |
| | 21. Joan III of Navarre                        |  |  |  |  |  |  |  |  |  |  |  |  |  |  |  |
| |                                                |  |  |  |  |  |  |  |  |  |  |  |  |  |  |  |
| |                                                |  |  |  |  |  |  |  |  |  |  |  |  |  |  |  |
| | 5. Henrietta Maria của Pháp                    |  |  |  |  |  |  |  |  |  |  |  |  |  |  |  |
| |                                                |  |  |  |  |  |  |  |  |  |  |  |  |  |  |  |
| |                                                |  |  |  |  |  |  |  |  |  |  |  |  |  |  |  |
| | 22. Francesco I de' Medici                     |  |  |  |  |  |  |  |  |  |  |  |  |  |  |  |
| |                                                |  |  |  |  |  |  |  |  |  |  |  |  |  |  |  |
| |                                                |  |  |  |  |  |  |  |  |  |  |  |  |  |  |  |
| | 11. Marie de' Medici                           |  |  |  |  |  |  |  |  |  |  |  |  |  |  |  |
| |                                                |  |  |  |  |  |  |  |  |  |  |  |  |  |  |  |
| |                                                |  |  |  |  |  |  |  |  |  |  |  |  |  |  |  |
| | 23. Joanna of Austria                          |  |  |  |  |  |  |  |  |  |  |  |  |  |  |  |
| |                                                |  |  |  |  |  |  |  |  |  |  |  |  |  |  |  |
| |                                                |  |  |  |  |  |  |  |  |  |  |  |  |  |  |  |
| | 1. Anne của Liên Hiệp Anh                      |  |  |  |  |  |  |  |  |  |  |  |  |  |  |  |
| |                                                |  |  |  |  |  |  |  |  |  |  |  |  |  |  |  |
| |                                                |  |  |  |  |  |  |  |  |  |  |  |  |  |  |  |
| | 24. Laurence Hyde                              |  |  |  |  |  |  |  |  |  |  |  |  |  |  |  |
| |                                                |  |  |  |  |  |  |  |  |  |  |  |  |  |  |  |
| |                                                |  |  |  |  |  |  |  |  |  |  |  |  |  |  |  |
| | 12. Henry Hyde                                 |  |  |  |  |  |  |  |  |  |  |  |  |  |  |  |
| |                                                |  |  |  |  |  |  |  |  |  |  |  |  |  |  |  |
| |                                                |  |  |  |  |  |  |  |  |  |  |  |  |  |  |  |
| | 25. Anne Sibell                                |  |  |  |  |  |  |  |  |  |  |  |  |  |  |  |
| |                                                |  |  |  |  |  |  |  |  |  |  |  |  |  |  |  |
| |                                                |  |  |  |  |  |  |  |  |  |  |  |  |  |  |  |
| | 6. Edward Hyde, Bá tước thứ nhất của Clarendon |  |  |  |  |  |  |  |  |  |  |  |  |  |  |  |
| |                                                |  |  |  |  |  |  |  |  |  |  |  |  |  |  |  |
| |                                                |  |  |  |  |  |  |  |  |  |  |  |  |  |  |  |
| | 26. Edward Langford                            |  |  |  |  |  |  |  |  |  |  |  |  |  |  |  |
| |                                                |  |  |  |  |  |  |  |  |  |  |  |  |  |  |  |
| |                                                |  |  |  |  |  |  |  |  |  |  |  |  |  |  |  |
| | 13. Mary Langford                              |  |  |  |  |  |  |  |  |  |  |  |  |  |  |  |
| |                                                |  |  |  |  |  |  |  |  |  |  |  |  |  |  |  |
| |                                                |  |  |  |  |  |  |  |  |  |  |  |  |  |  |  |
| | 27. Mary St Barbe                              |  |  |  |  |  |  |  |  |  |  |  |  |  |  |  |
| |                                                |  |  |  |  |  |  |  |  |  |  |  |  |  |  |  |
| |                                                |  |  |  |  |  |  |  |  |  |  |  |  |  |  |  |
| | 3. Anne Hyde                                   |  |  |  |  |  |  |  |  |  |  |  |  |  |  |  |
| |                                                |  |  |  |  |  |  |  |  |  |  |  |  |  |  |  |
| |                                                |  |  |  |  |  |  |  |  |  |  |  |  |  |  |  |
| | 28. William Aylesbury                          |  |  |  |  |  |  |  |  |  |  |  |  |  |  |  |
| |                                                |  |  |  |  |  |  |  |  |  |  |  |  |  |  |  |
| |                                                |  |  |  |  |  |  |  |  |  |  |  |  |  |  |  |
| | 14. Sir Thomas Aylesbury, 1st Baronet          |  |  |  |  |  |  |  |  |  |  |  |  |  |  |  |
| |                                                |  |  |  |  |  |  |  |  |  |  |  |  |  |  |  |
| |                                                |  |  |  |  |  |  |  |  |  |  |  |  |  |  |  |
| | 29. Anne Poole                                 |  |  |  |  |  |  |  |  |  |  |  |  |  |  |  |
| |                                                |  |  |  |  |  |  |  |  |  |  |  |  |  |  |  |
| |                                                |  |  |  |  |  |  |  |  |  |  |  |  |  |  |  |
| | 7. Frances Aylesbury                           |  |  |  |  |  |  |  |  |  |  |  |  |  |  |  |
| |                                                |  |  |  |  |  |  |  |  |  |  |  |  |  |  |  |
| |                                                |  |  |  |  |  |  |  |  |  |  |  |  |  |  |  |
| | 30. Francis Denman                             |  |  |  |  |  |  |  |  |  |  |  |  |  |  |  |
| |                                                |  |  |  |  |  |  |  |  |  |  |  |  |  |  |  |
| |                                                |  |  |  |  |  |  |  |  |  |  |  |  |  |  |  |
| | 15. Anne Denman                                |  |  |  |  |  |  |  |  |  |  |  |  |  |  |  |
| |                                                |  |  |  |  |  |  |  |  |  |  |  |  |  |  |  |
| |                                                |  |  |  |  |  |  |  |  |  |  |  |  |  |  |  |
| | 31. Ann Blount                                 |  |  |  |  |  |  |  |  |  |  |  |  |  |  |  |
| |                                                |  |  |  |  |  |  |  |  |  |  |  |  |  |  |  |
| |                                                |  |  |  |  |  |  |  |  |  |  |  |  |  |  |  |

## Phả hệ
|  |  |                         |                         |                         |                         |                         |                         |                       |                       |                       |                       |                     |                     |                     |                     |  |  |                          |                          |                          |                          |                                |                          |  |  |                           |                           |                           |                           |                           |                           |  |  |                            |                            |                            |                            |                            |                            |  |  | James VI & I 1566–1625 |                      |                      |                      |                      |                      |  |  |                     |                     |                     |                     |                     |                     |  |  |  |  |  |  |  |  |  |  |  |  |  |  |  |  |  |  |
|  |  |                         |                         |                         |                         |                         |                         |                       |                       |                       |                       |                     |                     |                     |                     |  |  |                          |                          |                          |                          |                                |                          |  |  |                           |                           |                           |                           |                           |                           |  |  |                            |                            |                            |                            |                            |                            |  |  |                        |                      |                      |                      |                      |                      |  |  |                     |                     |                     |                     |                     |                     |  |  |  |  |  |  |  |  |  |  |  |  |  |  |  |  |  |  |
|  |  |                         |                         |                         |                         |                         |                         |                       |                       |                       |                       |                     |                     |                     |                     |  |  |                          |                          |                          |                          |                                |                          |  |  |                           |                           |                           |                           |                           |                           |  |  |                            |                            |                            |                            |                            |                            |  |  |                        |                      |                      |                      |                      |                      |  |  |                     |                     |                     |                     |                     |                     |  |  |  |  |  |  |  |  |  |  |  |  |  |  |  |  |  |  |
|  |  |                         |                         |                         |                         | Edward Hyde 1609–1674   | Edward Hyde 1609–1674   | Edward Hyde 1609–1674 | Edward Hyde 1609–1674 | Edward Hyde 1609–1674 | Edward Hyde 1609–1674 |                     |                     |                     |                     |  |  |                          |                          |                          |                          |                                |                          |  |  |                           |                           |                           |                           |                           |                           |  |  | Charles I 1600–1649        | Charles I 1600–1649        | Charles I 1600–1649        | Charles I 1600–1649        | Charles I 1600–1649        | Charles I 1600–1649        |  |  |                        |                      |                      |                      |                      |                      |  |  | Elizabeth 1596–1662 | Elizabeth 1596–1662 | Elizabeth 1596–1662 | Elizabeth 1596–1662 | Elizabeth 1596–1662 | Elizabeth 1596–1662 |  |  |  |  |  |  |  |  |  |  |  |  |  |  |  |  |  |  |
|  |  |                         |                         |                         |                         | Edward Hyde 1609–1674   | Edward Hyde 1609–1674   | Edward Hyde 1609–1674 | Edward Hyde 1609–1674 | Edward Hyde 1609–1674 | Edward Hyde 1609–1674 |                     |                     |                     |                     |  |  |                          |                          |                          |                          |                                |                          |  |  |                           |                           |                           |                           |                           |                           |  |  | Charles I 1600–1649        | Charles I 1600–1649        | Charles I 1600–1649        | Charles I 1600–1649        | Charles I 1600–1649        | Charles I 1600–1649        |  |  |                        |                      |                      |                      |                      |                      |  |  | Elizabeth 1596–1662 | Elizabeth 1596–1662 | Elizabeth 1596–1662 | Elizabeth 1596–1662 | Elizabeth 1596–1662 | Elizabeth 1596–1662 |  |  |  |  |  |  |  |  |  |  |  |  |  |  |  |  |  |  |
|  |  |                         |                         |                         |                         |                         |                         |                       |                       |                       |                       |                     |                     |                     |                     |  |  |                          |                          |                          |                          |                                |                          |  |  |                           |                           |                           |                           |                           |                           |  |  |                            |                            |                            |                            |                            |                            |  |  |                        |                      |                      |                      |                      |                      |  |  |                     |                     |                     |                     |                     |                     |  |  |  |  |  |  |  |  |  |  |  |  |  |  |  |  |  |  |
|  |  | Laurence Hyde 1641–1711 | Laurence Hyde 1641–1711 | Laurence Hyde 1641–1711 | Laurence Hyde 1641–1711 | Laurence Hyde 1641–1711 | Laurence Hyde 1641–1711 |                       |                       | Anne Hyde 1637–1671   | Anne Hyde 1637–1671   | Anne Hyde 1637–1671 | Anne Hyde 1637–1671 | Anne Hyde 1637–1671 | Anne Hyde 1637–1671 |  |  | James II & VII 1633–1701 | James II & VII 1633–1701 | James II & VII 1633–1701 | James II & VII 1633–1701 | James II & VII 1633–1701       | James II & VII 1633–1701 |  |  | Maria xứ Modena 1658–1718 | Maria xứ Modena 1658–1718 | Maria xứ Modena 1658–1718 | Maria xứ Modena 1658–1718 | Maria xứ Modena 1658–1718 | Maria xứ Modena 1658–1718 |  |  | Mary 1631–1660             | Mary 1631–1660             | Mary 1631–1660             | Mary 1631–1660             | Mary 1631–1660             | Mary 1631–1660             |  |  | Charles II 1630–1685   | Charles II 1630–1685 | Charles II 1630–1685 | Charles II 1630–1685 | Charles II 1630–1685 | Charles II 1630–1685 |  |  | Sophie 1630–1714    | Sophie 1630–1714    | Sophie 1630–1714    | Sophie 1630–1714    | Sophie 1630–1714    | Sophie 1630–1714    |  |  |  |  |  |  |  |  |  |  |  |  |  |  |  |  |  |  |
|  |  | Laurence Hyde 1641–1711 | Laurence Hyde 1641–1711 | Laurence Hyde 1641–1711 | Laurence Hyde 1641–1711 | Laurence Hyde 1641–1711 | Laurence Hyde 1641–1711 |                       |                       | Anne Hyde 1637–1671   | Anne Hyde 1637–1671   | Anne Hyde 1637–1671 | Anne Hyde 1637–1671 | Anne Hyde 1637–1671 | Anne Hyde 1637–1671 |  |  | James II & VII 1633–1701 | James II & VII 1633–1701 | James II & VII 1633–1701 | James II & VII 1633–1701 | James II & VII 1633–1701       | James II & VII 1633–1701 |  |  | Maria xứ Modena 1658–1718 | Maria xứ Modena 1658–1718 | Maria xứ Modena 1658–1718 | Maria xứ Modena 1658–1718 | Maria xứ Modena 1658–1718 | Maria xứ Modena 1658–1718 |  |  | Mary 1631–1660             | Mary 1631–1660             | Mary 1631–1660             | Mary 1631–1660             | Mary 1631–1660             | Mary 1631–1660             |  |  | Charles II 1630–1685   | Charles II 1630–1685 | Charles II 1630–1685 | Charles II 1630–1685 | Charles II 1630–1685 | Charles II 1630–1685 |  |  | Sophie 1630–1714    | Sophie 1630–1714    | Sophie 1630–1714    | Sophie 1630–1714    | Sophie 1630–1714    | Sophie 1630–1714    |  |  |  |  |  |  |  |  |  |  |  |  |  |  |  |  |  |  |
|  |  |                         |                         |                         |                         |                         |                         |                       |                       |                       |                       |                     |                     |                     |                     |  |  |                          |                          |                          |                          |                                |                          |  |  |                           |                           |                           |                           |                           |                           |  |  |                            |                            |                            |                            |                            |                            |  |  |                        |                      |                      |                      |                      |                      |  |  |                     |                     |                     |                     |                     |                     |  |  |  |  |  |  |  |  |  |  |  |  |  |  |  |  |  |  |
|  |  |                         |                         |                         |                         |                         |                         |                       |                       |                       |                       |                     |                     |                     |                     |  |  |                          |                          |                          |                          | James Francis Edward 1688–1766 |                          |  |  |                           |                           |                           |                           |                           |                           |  |  |                            |                            |                            |                            |                            |                            |  |  |                        |                      |                      |                      |                      |                      |  |  |                     |                     |                     |                     |                     |                     |  |  |  |  |  |  |  |  |  |  |  |  |  |  |  |  |  |  |
|  |  |                         |                         |                         |                         |                         |                         |                       |                       |                       |                       |                     |                     |                     |                     |  |  |                          |                          |                          |                          |                                |                          |  |  |                           |                           |                           |                           |                           |                           |  |  |                            |                            |                            |                            |                            |                            |  |  |                        |                      |                      |                      |                      |                      |  |  |                     |                     |                     |                     |                     |                     |  |  |  |  |  |  |  |  |  |  |  |  |  |  |  |  |  |  |
|  |  |                         |                         |                         |                         |                         |                         |                       |                       |                       |                       |                     |                     |                     |                     |  |  |                          |                          |                          |                          |                                |                          |  |  |                           |                           |                           |                           |                           |                           |  |  |                            |                            |                            |                            |                            |                            |  |  |                        |                      |                      |                      |                      |                      |  |  |                     |                     |                     |                     |                     |                     |  |  |  |  |  |  |  |  |  |  |  |  |  |  |  |  |  |  |
|  |  |                         |                         |                         |                         |                         |                         |                       |                       | Anne 1665–1714        | Anne 1665–1714        | Anne 1665–1714      | Anne 1665–1714      | Anne 1665–1714      | Anne 1665–1714      |  |  | Mary II 1662–1694        | Mary II 1662–1694        | Mary II 1662–1694        | Mary II 1662–1694        | Mary II 1662–1694              | Mary II 1662–1694        |  |  |                           |                           |                           |                           |                           |                           |  |  | William III & II 1650–1702 | William III & II 1650–1702 | William III & II 1650–1702 | William III & II 1650–1702 | William III & II 1650–1702 | William III & II 1650–1702 |  |  |                        |                      |                      |                      |                      |                      |  |  | George I 1660–1727  | George I 1660–1727  | George I 1660–1727  | George I 1660–1727  | George I 1660–1727  | George I 1660–1727  |  |  |  |  |  |  |  |  |  |  |  |  |  |  |  |  |  |  |
|  |  |                         |                         |                         |                         |                         |                         |                       |                       | Anne 1665–1714        | Anne 1665–1714        | Anne 1665–1714      | Anne 1665–1714      | Anne 1665–1714      | Anne 1665–1714      |  |  | Mary II 1662–1694        | Mary II 1662–1694        | Mary II 1662–1694        | Mary II 1662–1694        | Mary II 1662–1694              | Mary II 1662–1694        |  |  |                           |                           |                           |                           |                           |                           |  |  | William III & II 1650–1702 | William III & II 1650–1702 | William III & II 1650–1702 | William III & II 1650–1702 | William III & II 1650–1702 | William III & II 1650–1702 |  |  |                        |                      |                      |                      |                      |                      |  |  | George I 1660–1727  | George I 1660–1727  | George I 1660–1727  | George I 1660–1727  | George I 1660–1727  | George I 1660–1727  |  |  |  |  |  |  |  |  |  |  |  |  |  |  |  |  |  |  |

### Trích dẫn
1. ↑  Tất cả ngày được sử dụng trong bài này đều theo lịch cũ, vì thời kì cai trị của Anne, nước Anh vẫn sử dụng lịch cũ, theo đó một năm sẽ coi như bắt đầu từ 1 tháng 1, thay vì 25 tháng 3 như lịch mới của Anh
2. ↑  Clayton Roberts、David Roberts, Cổ Sĩ Hành dịch, Lịch sử Anh, trang 552
3. ↑  Bảo La, Cam Nãi, Địch Trứ, Trần Cảnh Bưu dịch, Sự hưng suy của đại quốc, quyển 1 chương 3
4. ↑  Anh ngữ quốc gia sử lược, quyển 3 chương 6
5. ↑  Curtis, tr. 12–17; Gregg, tr. 4
6. ↑  Gregg, tr. 4
7. ↑  Green, tr. 17; Gregg, tr. 6; Waller, tr. 293–295
8. ↑  Curtis, tr. 19–21; Green, tr. 20; Gregg, tr. 6
9. ↑  Curtis, tr. 21–23; Gregg, tr. 8; Somerset, tr. 11–13; Waller, tr. 295
10. ↑  Gregg, tr. 5
11. ↑  Curtis, tr. 23–24; Gregg, tr. 13; Somerset, tr. 20
12. ↑  Green, tr. 21; Gregg, tr. 5
13. ↑  Curtis, tr. 28; Gregg, tr. 13; Waller, tr. 296
14. ↑  Somerset, tr. 20
15. ↑  Curtis, tr. 27; Green, tr. 21; Gregg, tr. 28
16. ↑  Curtis, tr. 34; Green, tr. 29; Gregg, tr. 28
17. ↑  Weir, tr. 260–261
18. ↑  Somerset, tr. 22–23
19. ↑  Somerset, tr. 8–9
20. ↑  Curtis, tr. 30; Green, tr. 27; Gregg, tr. 17
21. ↑  Green, tr. 28; Gregg, tr. 17; Somerset, tr. 29
22. 1 2  Green, tr. 28: Gregg, tr. 20
23. ↑  Green, tr. 29; Gregg, tr. 22; Somerset, tr. 34
24. ↑  Green, tr. 32; Gregg, tr. 26; Somerset, tr. 35
25. ↑  Green, tr. 28
26. ↑  Curtis, tr. 35–37; Green, tr. 31; Gregg, tr. 24; Somerset, tr. 34, 36
27. ↑  Gregg, tr. 24–25
28. ↑  Curtis, tr. 37; Green, tr. 32–33; Gregg, tr. 27; Somerset, tr. 37
29. ↑  Somerset, tr. 40
30. ↑  Gregg, tr. 32
31. ↑  Gregg, tr. 33; Somerset, tr. 41–42
32. ↑  Gregg, tr. 33–34; Somerset, tr. 43
33. ↑  Curtis, tr. 41–42; Green, tr. 34–35; Gregg, tr. 32–35; Somerset, tr. 44
34. ↑  Curtis, tr. 42; Green, tr. 34; Gregg, tr. 35; Somerset, tr. 41, 44
35. ↑  Curtis, tr. 43; Green, tr. 36; Gregg, tr. 34; Somerset, tr. 49
36. 1 2 3  Weir, tr. 268
37. ↑  Somerset, tr. 61, 64
38. ↑  Waller, tr. 300
39. ↑  Green, tr. 38
40. ↑  Quoted in Green, tr. 39; Gregg, tr. 43 and Somerset, tr. 21
41. ↑  Somerset, tr. 65, 74–77
42. ↑  Curtis, tr. 55; Gregg, tr. 52; Somerset, tr. 80–82
43. ↑  Somerset, tr. 86–87; Waller, tr. 303–304
44. ↑  Ward, tr. 241–242
45. ↑  Waller, tr. 304
46. ↑  Nenner, tr. 243
47. 1 2  Yorke, Philip Chesney (1911). "Anne". In: Chisholm, Hugh; Phillips, Walter Alison. Encyclopædia Britannica (11th ed). Cambridge University Press, vol. II, tr. 65–68
48. ↑  Quoted in Green, tr. 43
49. ↑  Somerset, tr. 95
50. ↑  Gregg, tr. 62–63; Waller, tr. 305
51. ↑  Green, tr. 39; Gregg, tr. 47; Somerset, tr. 74
52. ↑  Gregg, tr. 60
53. ↑  Green, tr. 47; Gregg, tr. 63
54. ↑  Gregg, tr. 64
55. ↑  Gregg, tr. 65
56. ↑  Gregg, tr. 65–66
57. ↑  Green, tr. 45–47; Gregg, tr. 67
58. ↑  Gregg, tr. 66
59. ↑  Gregg, tr. 68; Somerset, tr. 105
60. ↑  Lord Clarendon's diary, quoted in Green, tr. 49
61. ↑  Ward, tr. 250–251, 291–292
62. ↑  Green, tr. 52; Gregg, tr. 69
63. ↑  Curtis, tr. 72; Green, tr. 54–55
64. ↑  Green, tr. 53–54; Gregg, tr. 76–79
65. ↑  Curtis, tr. 75–76; Green, tr. 58; Gregg, tr. 80
66. ↑  Gregg, tr. 78–79
67. ↑  Gregg, tr. 81; Somerset, tr. 52
68. ↑  Gregg, tr. 81; Somerset, tr. 124
69. ↑  Curtis, tr. 78–80; Green, tr. 59–60; Gregg, tr. 84–87; Somerset, tr. 130–132
70. ↑  Green, tr. 62; Gregg, tr. 88–91, 96
71. ↑  Curtis, tr. 81; Green, tr. 62–63; Gregg, tr. 90; Somerset, tr. 134–135
72. ↑  Somerset, tr. 146
73. ↑  Curtis, tr. 84; Green, tr. 66–67; Gregg, tr. 102–103
74. ↑  Somerset, tr. 149
75. ↑  Gregg, tr. 105–106; Somerset, tr. 151–152
76. ↑  Gregg, tr. 104
77. ↑  Gregg, tr. 108; Somerset, tr. 153–154
78. ↑  Gregg, tr. 122
79. ↑  Green, tr. 335; Gregg, tr. 100, 120; Weir, tr. 268–269
80. ↑  Green, tr. 79, 336
81. 1 2  Emson, H. E. (ngày 23 tháng 5 năm 1992). "For The Want Of An Heir: The Obstetrical History Of Queen Anne", British Medical Journal, vol. 304, no. 6838, tr. 1365–1366 (subscription required)
82. ↑  Somerset, tr. 80, 295
83. ↑  Green, tr. 338
84. ↑  Saxbe, W. B., Jr. (January 1972). "Listeria monocytogenes and Queen Anne", Pediatrics, vol. 49, no. 1, tr. 97–101
85. ↑  Waller, tr. 310
86. ↑  Green, tr. 337–338; Somerset, tr. 79; Waller, tr. 310–311
87. ↑  Curtis, tr. 47–49; Green, tr. 337–338
88. ↑  Curtis, tr. 84
89. ↑  Gregg, tr. 330
90. ↑  Green, tr. 154
91. ↑  Curtis, tr. 146; Green, tr. 154–155; Gregg, tr. 231
92. ↑  Luttrell, vol. IV, tr. 675; Somerset, tr. 163
93. ↑  Green, tr. 80
94. ↑  Somerset, tr. 165
95. ↑  Green, tr. 86–87; Waller, tr. 312
96. ↑  Green, tr. 90; Waller, tr. 312
97. ↑  Green, tr. 91; Waller, tr. 313
98. ↑  Green, tr. 94; Gregg, tr. 160
99. ↑  Green, tr. 94; Somerset, tr. 174; Waller, tr. 315; Ward, tr. 460
100. ↑  Green, tr. 95; Waller, tr. 314
101. ↑  Curtis, tr. 97; Green, tr. 95–96; Gregg, tr. 154; Somerset, tr. 187
102. ↑  Nằm ở Luân Đôn, nơi diễn ra lễ đăng quang cho vua chúa nước Anh
103. ↑  Curtis, tr. 97; Green, tr. 96
104. ↑  Green, tr. 97; Gregg, tr. 158
105. ↑  Curtis, tr. 101; Green, tr. 85–86; Gregg, tr. 125
106. ↑  Gregg, tr. 130–131
107. ↑  Somerset, tr. 212
108. ↑  Somerset, tr. 214
109. ↑  "Negotiations for Union 1702–03". UK Parliament. Truy cập ngày 9 tháng 3 năm 2013.
110. ↑  Curtis, tr. 145; Somerset, tr. 257
111. ↑  Green, tr. 133
112. ↑  Somerset, tr. 269–270
113. ↑  Green, tr. 134; Somerset, tr. 277–278
114. ↑  Somerset, tr. 296
115. ↑  Gregg, tr. 202, 214
116. ↑  Somerset, tr. 297
117. ↑  Gregg, tr. 239; Somerset, tr. 315–316
118. ↑  Gregg, tr. 240
119. ↑  Clerk's memoirs, quoted in Gregg, tr. 240 and Somerset, tr. 316–317
120. ↑  Curtis, tr. 102–104; Gregg, tr. 133–134; Somerset, tr. 189–199
121. ↑  Somerset, tr. 201–203; Waller, tr. 318
122. ↑  Curtis, tr. 107; Green, tr. 108–109; Gregg, tr. 162–163
123. ↑  Green, tr. 121
124. ↑  Green, tr. 122
125. ↑  Curtis, tr. 116; Green, tr. 122; Gregg, tr. 177
126. ↑  Gregg, tr. 192–194; Somerset, tr. 275–276
127. ↑  Gregg, tr. 196
128. ↑  Green, tr. 129
129. ↑  Gregg, tr. 174–175, 188–193; Somerset, tr. 245–246, 258, 272–274
130. ↑  Green, tr. 155; Gregg, tr. 219–230; Somerset, tr. 301–311
131. ↑  Green, tr. 156; Gregg, tr. 230–231, 241–246; Somerset, tr. 318–321
132. ↑  Gregg, tr. 236–237; Somerset, tr. 324
133. ↑  Green, tr. 182–183; Gregg, tr. 258–259; Somerset, tr. 340–341
134. ↑  Green, tr. 183; Gregg, tr. 259; Somerset, tr. 341
135. ↑  Curtis, tr. 157; Green, tr. 186; Gregg, tr. 261–262; Somerset, tr. 343
136. ↑  Curtis, tr. 157
137. ↑  Curtis, tr. 157; Gregg, tr. 144
138. ↑  Gregg, tr. 263
139. ↑  Gregg, tr. 273–274; Somerset, tr. 347–348
140. ↑  Gregg, tr. 275; Somerset, tr. 361
141. ↑  Gregg, tr. 275–276; Somerset, tr. 360–361; Waller, tr. 324–325
142. ↑  Gregg, tr. 275–276; Somerset, tr. 362; Waller, tr. 324–325
143. ↑  Somerset, tr. 353–354
144. ↑  e.g. Kendall, tr. 165–176
145. ↑  Giáo sư Valerie Traub ghi nhận: "Mặc dù vụ bê bối này có ảnh hưởng nổi bật đến danh tiếng cuộc đời của Nữ vương, những nó cũng chứng tỏ cho sự cuồng loạn và ham mê quyền lực của Công nương".
146. ↑  Gregg, tr. 237; Somerset, tr. 363
147. ↑  Somerset, tr. 363–364
148. ↑  Curtis, tr. 162–163; Green, tr. 195–196; Gregg, tr. 276; Somerset, tr. 364–365
149. ↑  Curtis, tr. 163–164; Green, tr. 196; Gregg, tr. 277; Somerset, tr. 365
150. ↑  Curtis, tr. 163–164; Green, tr. 196; Gregg, tr. 277
151. ↑  Curtis, tr. 165–168; Green, tr. 198; Gregg, tr. 280; Somerset, tr. 372–374
152. ↑  Green, tr. 199; Somerset, tr. 370
153. ↑  Green, tr. 202
154. ↑  Green, tr. 175–176; Gregg, tr. 254, 266
155. ↑  Gregg, tr. 284
156. ↑  Green, tr. 210–214; Gregg, tr. 292–294; Somerset, tr. 389–390; Waller, tr. 325
157. ↑  Curtis, tr. 173; Green, tr. 307–308; Gregg, tr. 221–222
158. ↑  Gregg, tr. 298
159. ↑  Green, tr. 217–218; Gregg, tr. 305–306
160. 1 2  Green, tr. 220; Gregg, tr. 306; Somerset, tr. 403–404
161. ↑  Curtis, tr. 176; Gregg, tr. 313–314; Somerset, tr. 414–415
162. ↑  Gregg, tr. 335
163. ↑  Gregg, tr. 322–324
164. ↑  Green, tr. 238–241; Gregg, tr. 328–331; Somerset, tr. 435–437
165. ↑  Hibbert: The Marlboroughs, 268.
166. ↑  Green, tr. 244; Gregg, tr. 337; Somerset, tr. 439–440
167. ↑  Green, tr. 274
168. ↑  Gregg, tr. 337–343
169. ↑  Curtis, tr. 189; Green, tr. 258; Gregg, tr. 343; Somerset, tr. 458–460
170. ↑  Curtis, tr. 190; Green, tr. 263; Gregg, tr. 349–351; Somerset, tr. 463–465
171. ↑  Gregg, tr. 349–351; Somerset, tr. 464–465
172. ↑  Green, tr. 263; Gregg, tr. 350
173. ↑  Gregg: Queen Anne, 349. Marlborough ném lá thư vào lửa vì phẫn nộ, nhưng Oxford còn giữ một bản chép nháp không hoàn thiện.
174. ↑  Gregg, tr. 358, 361
175. ↑  Gregg, tr. 361
176. ↑  Green, tr. 272–284; Gregg, tr. 363–366
177. ↑  Curtis, tr. 193
178. ↑  Gregg, tr. 375–377; Somerset, tr. 505–507
179. ↑  Curtis, tr. 193; Green, tr. 282
180. ↑  Curtis, tr. 193; Green, tr. 294–295
181. ↑  Green, tr. 296; Gregg, tr. 374; Somerset, tr. 502
182. ↑  Green, tr. 300; Gregg, tr. 378
183. ↑  Thư ký của Harley Erasmus Lewis viết trong thư gửi cho Jonathan Swift, trích trong Gregg, tr. 391 và Somerset, tr. 524
184. ↑  Green, tr. 318; Gregg, tr. 390–391
185. ↑  Gregg, tr. 391–392; Somerset, tr. 525–526
186. ↑  Gregg, tr. 392–394; Somerset, tr. 528
187. ↑  Quoted in Gregg, tr. 394
188. ↑  The London Gazette: no. 5254. tr. 1. ngày 24 tháng 8 năm 1714.
189. ↑  Ngày 08 tháng 6 trong lịch Lịch mới sử dụng ở Hanover từ năm 1700.
190. ↑  Curtis, tr. 201
191. ↑  Green, tr. 327
192. ↑  Somerset, tr. 501
193. ↑  Gregg, tr. 401
194. ↑  Green, tr. 330
195. ↑  Waller, tr. 313; xem thêm Somerset, tr. 541-543 cũng có cách nhìn tương tự.
196. ↑  Green, tr. 14
197. ↑  Gregg, tr. 404
198. ↑  Green, tr. 97; Gregg, tr. 141
199. ↑  Curtis, tr. 204
200. ↑  Curtis, tr. 124–131
201. ↑  Curtis, tr. 131, 136–137
202. ↑  Gregg, tr. 405
203. ↑  "Quick Guide: Act of Union". BBC. ngày 15 tháng 1 năm 2007. Truy cập ngày 26 tháng 3 năm 2013.
204. ↑  Waller, tr. 313, 317, 328
205. ↑  Duke of Marlborough quoted in Green, tr. 182; Duchess of Marlborough quoted in Gregg, tr. 308
206. ↑  "No. 1065". The London Gazette. ngày 31 tháng 1 năm 1675. "No. 1143". The London Gazette. ngày 30 tháng 10 năm 1676.
207. ↑  "No. 2361". The London Gazette. ngày 5 tháng 7 năm 1688. "No. 2365". The London Gazette. ngày 19 tháng 7 năm 1688.
208. ↑  Wallis, John Eyre Winstanley (1921). English Regnal Years and Titles: Hand-lists, Easter dates, etc. Luân Đôn: Society for the Promotion of Christian Knowledge. tr. 62–63.
209. ↑  Weir, tr. 286
210. ↑  Green, tr. 335; Gregg, tr. 36; Somerset, tr. 56; Weir, tr. 268
211. ↑  Chester, tr. 209
212. ↑  "No. 2216". The London Gazette. 10–ngày 14 tháng 2 năm 1686. {{Chú thích tạp chí}}: Kiểm tra giá trị ngày tháng trong: |date= (trợ giúp)
213. 1 2 3 4  Chester, tr. 217
214. 1 2  
Ward, Adolphus William (1885). "Anne (1665–1714)" . Trong Leslie Stephen (biên tập). Dictionary of National Biography. Quyển 1. Luân Đôn: Smith, Elder & Co. tr. 441–474.
215. ↑  Green, tr. 39; Gregg, tr. 47; Waller, tr. 301
216. ↑  Gregg, tr. 46–47
217. ↑  "No. 2214". The London Gazette. 3–ngày 7 tháng 2 năm 1686. {{Chú thích tạp chí}}: Kiểm tra giá trị ngày tháng trong: |date= (trợ giúp)
218. ↑  Calendar of State Papers Domestic Series: James II (1964). London: HMSO, vol. II, tr. 347; Gregg, tr. 46; Somerset, tr. 71; Weir, tr. 268
219. 1 2  Gregg, tr. 52
220. ↑  Chester, tr. 219; Weir, tr. 268
221. ↑  Green, tr. 335; Gregg, tr. 55; Somerset, tr. 86; Weir, tr. 268
222. ↑  Green, tr. 54, 335; Gregg, tr. 72, 120; Weir, tr. 268
223. ↑  Chester, tr. 246–247
224. ↑  Chester, tr. 226
225. ↑  Green, tr. 335; Gregg, tr. 80
226. ↑  Luttrell, vol. II, tr. 116; Weir, tr. 268
227. 1 2  Chester, tr. 230
228. ↑  Green, tr. 62, 335; Luttrell, vol. II, tr. 424; Weir, tr. 268
229. ↑  Gregg, tr. 90
230. ↑  Weir, tr. 268; see also Green, tr. 335; Gregg, tr. 99; Luttrell, vol. III, tr. 62
231. ↑  Chester, tr. 231
232. ↑  Gregg, tr. 100
233. 1 2 3 4  Weir, tr. 269
234. ↑  Luttrell, vol. III, tr. 258
235. ↑  Luttrell, vol. IV, tr. 20
236. ↑  Gregg, tr. 107
237. 1 2  Green, tr. 335
238. ↑  Luttrell, vol. IV, tr. 114; Gregg, tr. 108
239. ↑  Bickley, Francis (ed.) (1930). Historical Manuscripts Commission: The Hastings Manuscripts. London: HMSO, vol. II, tr. 286
240. ↑  Somerset, tr. 152
241. ↑  Green, tr. 335; Gregg, tr. 108; Somerset, tr. 153
242. ↑  Green, tr. 335; Luttrell, vol. IV, tr. 316
243. 1 2  Gregg, tr. 116
244. ↑  Somerset, tr. 156
245. ↑  Green, tr. 335; Luttrell, vol. IV, tr. 428; Weir, tr. 269
246. ↑  Luttrell, vol. IV, tr. 607
247. ↑  Gregg, tr. 120
248. 1 2 3 4 5 6 7  Jones, W. A. (1853). "Lord Clarendon and his Trowbridge Ancestry", The Wiltshire Archaeological và Natural History Magazine, vol. 9, tr. 282–290
249. ↑  Evans, C. F. H. (January 1975). "Clarendon's Grandparents", Notes and Queries, vol. 22, no. 1, tr. 28
250. 1 2 3  Alsbury, Colin (2004). "Aylesbury, Sir Thomas, baronet (1579/80–1658)", Oxford Dictionary of National Biography, Oxford University Press. Truy cập ngày 20 tháng 9 năm 2011. (yêu cầu đăng ký hoặc có quyền thành viên của thư viện công cộng Anh)